# Ángel Labruna
Ángel Amadeo Labruna (Buenos Aires, 28 de septiembre de 1918 - Ibíd., 19 de septiembre de 1983) fue un futbolista y director técnico argentino. Considerado como uno de los mejores futbolistas argentinos de la historia, se desempeñó como delantero por izquierda, en la posición de entreala. Su enorme trayectoria como jugador llevó a la IFFHS en 2006 a colocarlo en el 26.º puesto en su ranking de mejores jugadores sudamericanos del siglo XX.
Es el máximo goleador de la historia del Club Atlético River Plate y del fútbol argentino, con un total de 317 goles oficiales, abarcando la Primera División, las copas nacionales e internacionales. Exclusivamente en el ámbito local, varias fuentes, historiadores y expertos en estadísticas afirman con datos que es detrás del paraguayo Arsenio Erico el máximo artillero de la Primera División de Argentina, con 294 goles.
Junto a Muñoz, Moreno, Pedernera y Loustau, fue integrante de la delantera del equipo de River denominado como «La Máquina», que conquistó diez títulos durante la década de 1940. Asimismo, también fue parte de «La Maquinita» —ya en los años 1950—, con el que sumó otras seis consagraciones al palmarés millonario. Con un total de dieciséis títulos, es el segundo jugador más laureado del club. Portando también la distinción de ser el máximo anotador en el «Superclásico», con 16 tantos, es considerado por muchos como el máximo ídolo del club argentino.
Fue internacional con la selección de fútbol de Argentina, con la cual marcó 17 goles en 37 partidos, obtuvo dos títulos del Campeonato Sudamericano (1946 y 1955) y disputó el Campeonato Mundial de 1958.
En 1967, ejerció simultáneamente como entrenador de Platense, siendo semifinalista del Torneo Metropolitano 1967, y de Defensores de Belgrano, equipo con el que ganó la Primera División B de 1967. Conquistó el Torneo Nacional cuatro años más tarde con Rosario Central, el primero del club rosarino en su historia y el que lo convirtió en el primer equipo del interior del país en ganar la Primera División.
Tras dos ciclos previos, en los que se quedó a las puertas de varios títulos como director técnico, retornó a River Plate para liderar la conquista del Campeonato Metropolitano 1975, que cortó una racha negativa de 18 años sin consagraciones. Sumado a otros cinco torneos conseguidos en su tercer ciclo al mando, en un periodo de cinco años y medio, es el tercer director técnico más ganador en la historia del club millonario.
Añadiendo sus méritos en ambas etapas, es la persona más ganadora en la historia del club junto a Marcelo Gallardo, ambos con 22 títulos. Dados estos motivos, desde 2003 la hinchada riverplatense celebra cada 28 de septiembre (su natalicio) el día internacional del hincha de River.

## Biografía e inicios en el fútbol
Ángel Amadeo Labruna nació el 28 de septiembre de 1918 en el barrio de Palermo, y fue allí donde unió las dos grandes pasiones de su vida: el fútbol, de la mano de River y su ídolo Bernabé Ferreyra, y los caballos de carrera.
Como hincha del club, caminaba varias veces por día desde la relojería de su padre Angelo Labruna (en Las Heras entre Bustamante y Pereyra Lucena) hasta la cancha de River, en ese entonces ubicada en Alvear y Tagle, para practicar básquetbol y fútbol a escondidas de su padre, quien pretendía que continue con su oficio de relojero.
Su afán de jugar al fútbol se materializa cuando en 1928 pasa de jugar en los potreros a practicarlo en el Club Barrio Parque. Durante esos años también se asoció al Club Atlético River Plate, entrando en la sexta división. Permaneció en las inferiores del club y unos años después le surgió la opción de cobrar su primer sueldo: 25 pesos por partido para jugar en la tercera. Originalmente desistió de continuar entrenando en las inferiores, aunque finalmente aceptaría, ya que a pesar de tener preferencia por el básquet, no le consiguieron un empleo en el rubro.
Ese primer sueldo sería más tarde sumado a otros ochenta mensuales, tras el debut extraoficial de Labruna en el amistoso contra Jorge Newbery de Rufino, jugado el 25 de mayo de 1937. Aquel día marcó tres de los ocho goles de su equipo y compartió delantera con su referente futbolístico Bernabé Ferreyra.

## Trayectoria en clubes

### River Plate

#### Debut y primeros pasos en Primera

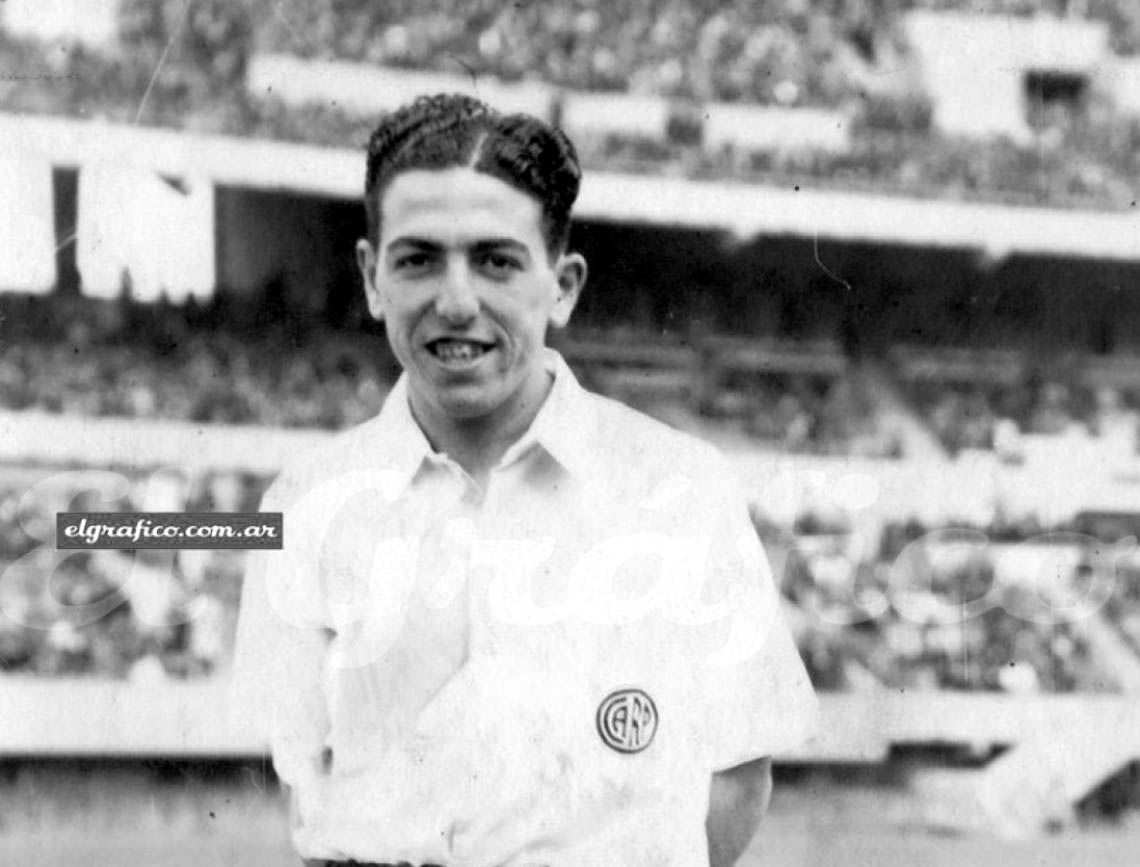
Labruna en 1939.

Un 18 de junio de 1939, Labruna fue convocado a jugar su primer partido en Primera División, a raíz de una huelga de algunos integrantes del plantel en forma de protesta por una sanción aplicada al crack de la institución, José Manuel Moreno. Le tocó vestir la número 10 que en ese momento usaba «el Charro». Su debut finalizó con caída por 1-0 ante Estudiantes de La Plata.
Levantada la sanción, el plantel se recompuso y el juvenil retornó a tercera. Sin embargo, tras una nueva huelga de profesionales, Labruna volvió al primer equipo en la fecha 26, en una victoria 4-2 de visitante frente a Atlanta, donde marcó su primer gol con la banda. El 5 de noviembre, cuatro jornadas más tarde, convirtió el que sería su primer tanto en el «Superclásico», para el triunfo 2-1 de su equipo. Disputaría el resto del Campeonato 1939 con siete goles en once partidos.
Aquel equipo, conformado por jugadores de las inferiores y conocido como «Los Guerrilleros», cosechó siete victorias, un empate, una derrota, y tuvo a Labruna como figura en aquel último tramo de torneo. En vista del entrenador Renato Cesarini, su excelente rendimiento determinó que, una vez superado el conflicto, Moreno tuviese que ceder su lugar al joven Angelito para pasar a jugar de entreala derecho.

#### Labruna en «La Máquina» (1941-1946)
Tras un 1940 irregular, el equipo compensó ganando las cuatro competencias correspondientes a la temporada 1941. Firmó diez goles en el Campeonato, que lo señalaron como el tercer máximo goleador del equipo, además de brindar una asistencia a Moreno en el importante empate ante el escolta, San Lorenzo. Gracias a la obtención de la liga, River ingresó directamente a las semifinales de la Copa Escobar, que disputó ante este mismo rival. Labruna fue el autor de los dos goles del triunfo, y posteriormente venció en la final por la mínima a Huracán.
  

A comienzos del año 1942 disputó la Copa Ibarguren, donde anotó el 2-0 parcial de penal ante Newell's Old Boys. El equipo selló aquella histórica temporada con la conquista de la Copa Aldao, en la que Labruna marcó un hat-trick frente a Nacional de Uruguay en la ida, para después certificar la consagración de su equipo con otro gol en el desquite. 

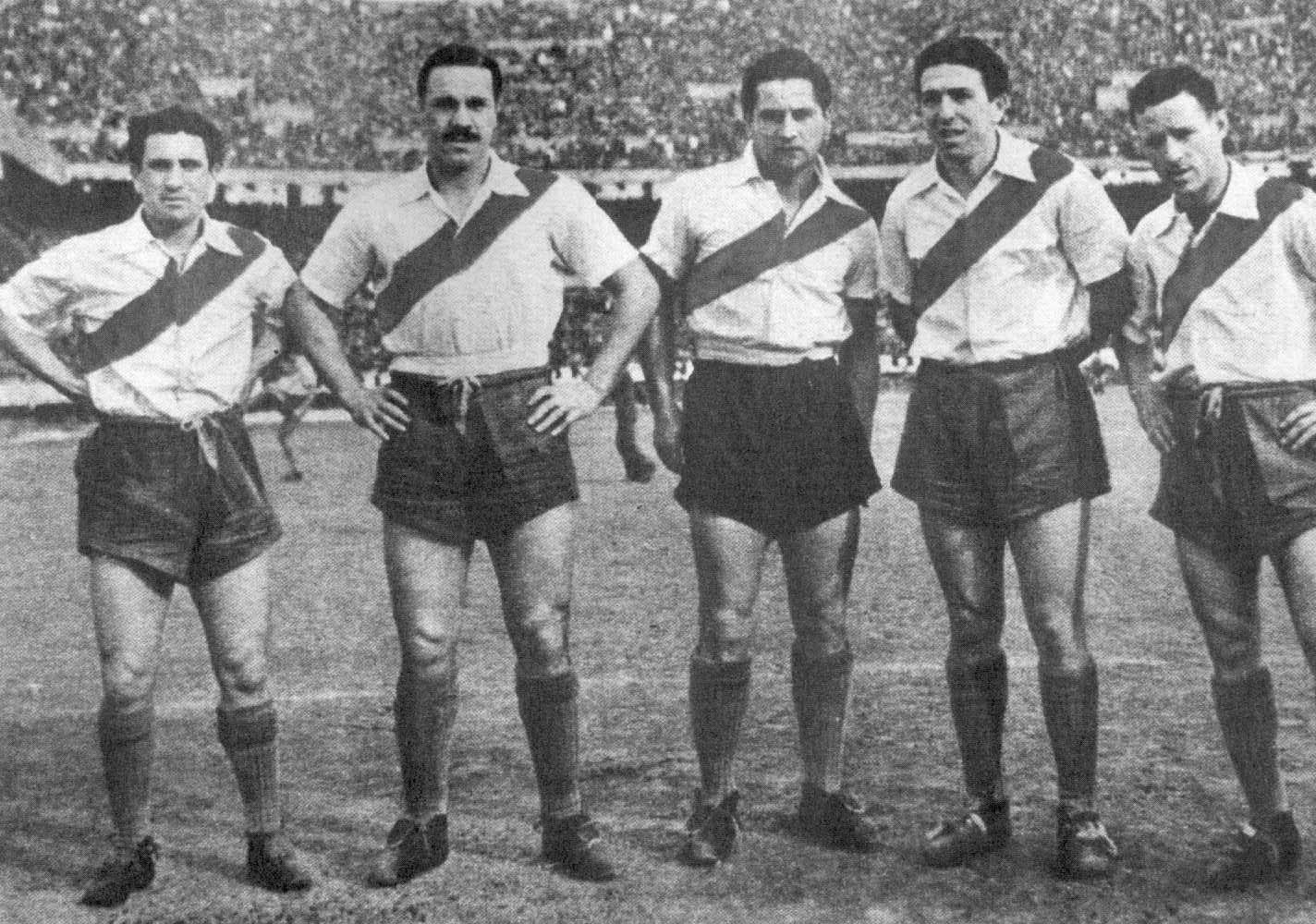
Delantera de «La Máquina». De izquierda a derecha: Muñoz, Moreno, Pedernera, Labruna y Loustau.

Durante aquel año, se dio el gusto de integrar junto a Juan Carlos Muñoz, el mencionado José Manuel Moreno, Adolfo Pedernera y Félix Loustau, la delantera conocida como «La Máquina», bautizada de tal manera por Borocotó, periodista deportivo uruguayo, tras un contundente 6-2 a favor contra Chacarita Juniors por la octava jornada del torneo de 1942. Con quince goles, fue el segundo máximo artillero de un River que ganó el certamen de punta a punta, y que cerró una nueva memorable temporada coronándose en la cancha de su máximo rival. En aquella ocasión, y a pesar de arrancar dos goles abajo, un doblete de Pedernera decretó el empate y la consecuente vuelta olímpica.
Labruna actuó como el entreala izquierdo durante su etapa en el equipo. El entrenador Cesarini, basado en una recomendación de Carlos Peucelle, movió a Pedernera al centro del ataque con motivo de que junto con Moreno armasen el juego del equipo, y así quedaran liberados espacios para el joven entreala, quien sacaba provecho de los vacíos en defensa.

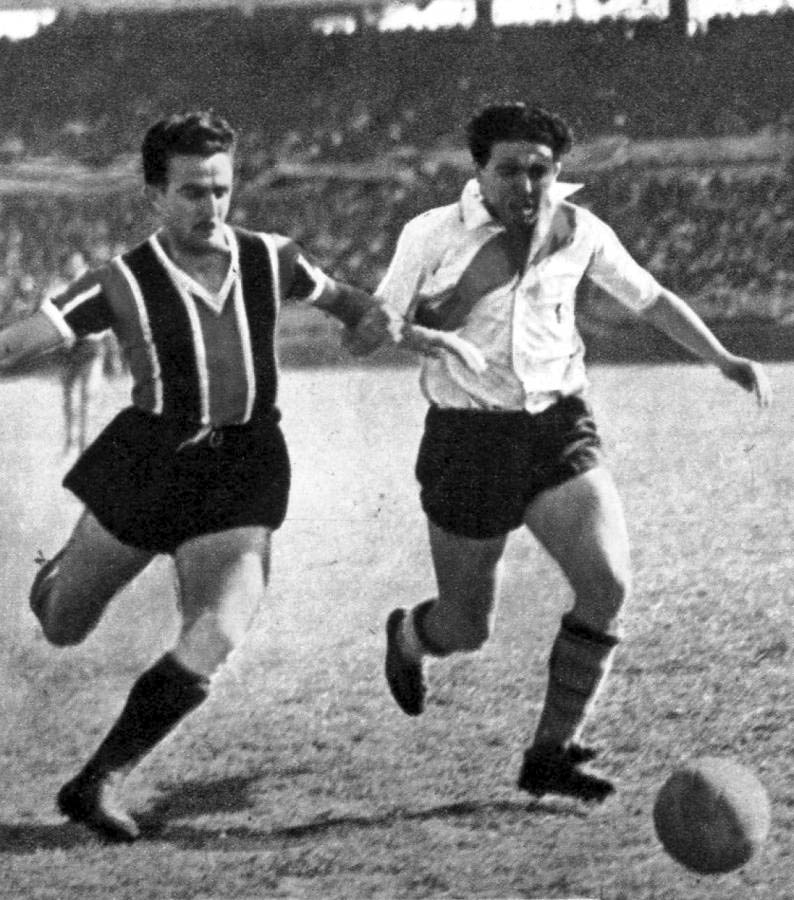
Labruna disputando un partido contra Chacarita en 1945.

En 1943 River se consagra campeón de la Copa Ibarguren, nuevamente con un gol suyo, pero falla en su intento por tricampeonar en la liga. Labruna firmó 23 tantos en dicho certamen, que lo denotaron como uno de los goleadores del torneo. Con un promedio de un gol por partido, es uno de los picos estadísticos de su carrera.
De cara a 1945, el millonario tenía la tarea de marginar las frustraciones de los dos campeonatos previos, y Labruna lideró al plantel a un nuevo festejo. Con 25 goles en 29 partidos y un desempeño excelso, se hizo cargo de la cuota goleadora tras la partida de Moreno y fue el indiscutible goleador del torneo, marginando a Boca al segundo puesto y despojándolos del tricampeonato.

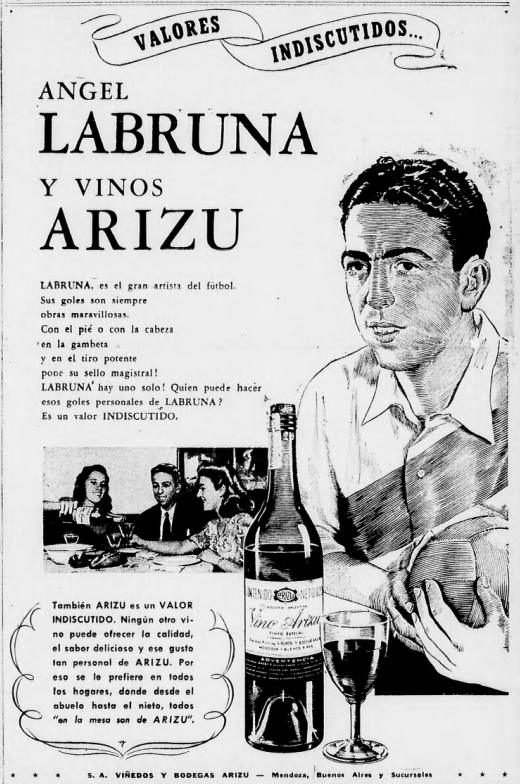
Publicidad de vino de Ángel Labruna en 1945, cuando integraba La Máquina.

Gracias a la conquista del torneo, River se enlista para disputar la Copa Aldao contra el campeón uruguayo de aquel año, Peñarol. En el marco de la final, Labruna anota los cinco goles de su equipo en la serie: doblete en Uruguay para un triunfo por 2-1, y un nuevo triplete en una final internacional en la vuelta, vencida por 3-2. Con un nuevo título, selló su mejor año en River: anotó 33 goles en 33 partidos —promedio de uno por partido— y, ante un 1946 sin títulos y con la salida de Pedernera, finaliza su etapa en «La Máquina» con 133 goles en 182 partidos.

#### 1947: La delantera «eléctrica»

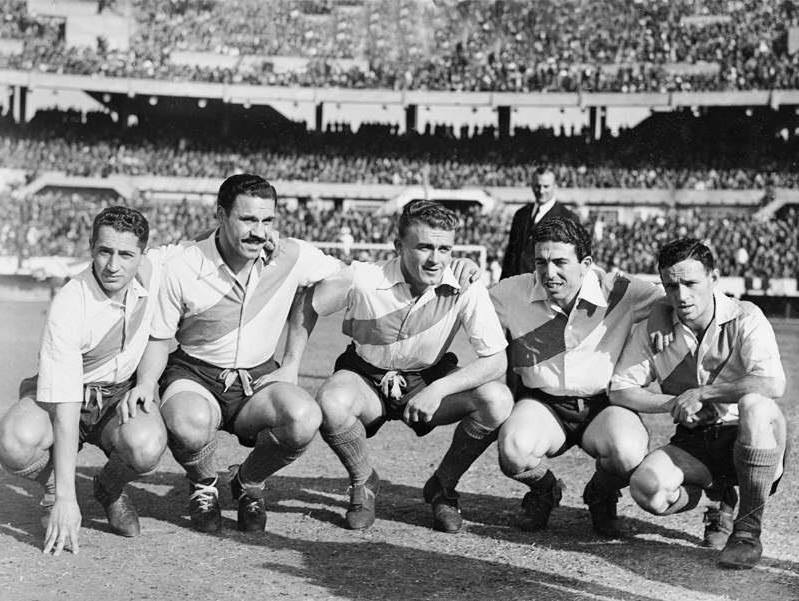
La «eléctrica». Reyes, Moreno, Di Stéfano, Labruna y Loustau, de izquierda a derecha.

Ya en calidad de figura, sufriría de una aguda hepatitis a comienzos de 1947, que lo marginó durante unos meses de las canchas y profundizó incertidumbre en torno a su carrera. Sin embargo, no le terminó impidiendo el conformar una derivación de aquel reconocido equipo: la delantera «eléctrica», con Hugo Reyes y Alfredo Di Stéfano sustituyendo a Juan Carlos Muñoz y Adolfo Pedernera, respectivamente.
Labruna consumó su retorno un 20 de julio, por la fecha 13 del Campeonato, donde brindó dos asistencias ante Tigre. Volvería al gol una fecha después, ante Rosario Central, y de allí en más retomaría la racha goleadora dentro de las canchas. River se consagra campeón del torneo, y a pesar de solo jugar 18 partidos, logra anotar 16 goles, quedando como segundo máximo goleador del equipo solo por detrás de la estelar aparición de Di Stéfano, marginando así las críticas a su estado físico.
Días después se volvería a lucir en la Copa Aldao, anotando tres de los cuatro goles de su equipo en el partido de ida llevado a cabo en el estadio Centenario ante Nacional. Para la vuelta, un triplete de Reyes le otorga al millonario el título.
Esta misma delantera disputó el Campeonato Sudamericano de Campeones de 1948, obteniendo un segundo puesto, y el Campeonato de aquel año, con similar resultado. Labruna fue el goleador de aquella temporada en el conjunto millonario con 16 goles.

#### Gira europea y «La Maquinita» (1952-1957)

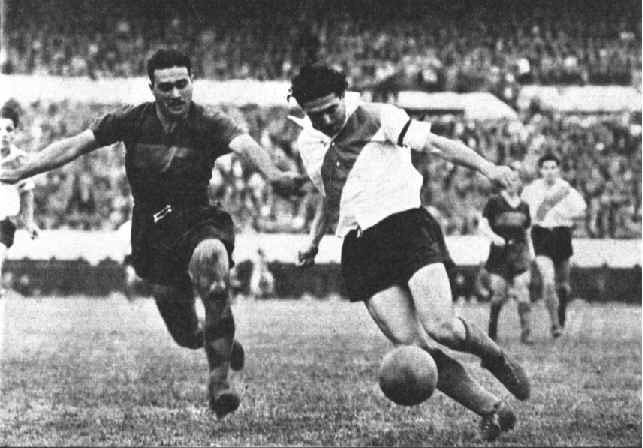
Jugando un Superclásico a principios de los años 1950.

De 1948 a 1951 River no cosechó títulos, aunque Labruna se mantenía firme en su rendimiento goleador característico, con 68 goles en 123 partidos. Aquellos números se vieron reflejados, asimismo, en cuatro superclásicos disputados en este periodo, en donde se anotó en el marcador para desencadenar victorias de River frente a Boca.
A fin de volver a establecer una supremacía en el ámbito local, el club inició una gira europea, en la que obtendría resultados muy positivos, consolidando así la formación que rompería con la sequía de cuatro años sin consagraciones. Las victorias ante el Real Madrid en condición de visitante, y un primer triunfo de un equipo argentino en suelo inglés frente al Manchester City sentaron aquellas bases. Compartiendo cartel con Amadeo Carrizo, reconocido como el mejor arquero de Sudamérica, Santiago Vernazza, Eliseo Prado, Walter Gómez y nuevamente Félix Loustau, conformó «La Maquinita», equipo que, en primera instancia, lograría las ligas de 1952 y 1953.
 

Para la comisión de estos logros fueron necesarios los aportes de Labruna, a fin de bajar al tricampeón vigente Racing del reinado en la liga. En 1952 quedó posicionado cuarto en la tabla de goleadores de River en aquel campeonato, con once goles en 22 partidos, pero para 1953 deslumbró: fue el segundo máximo artillero del equipo, aportando 16 tantos en 28 encuentros.

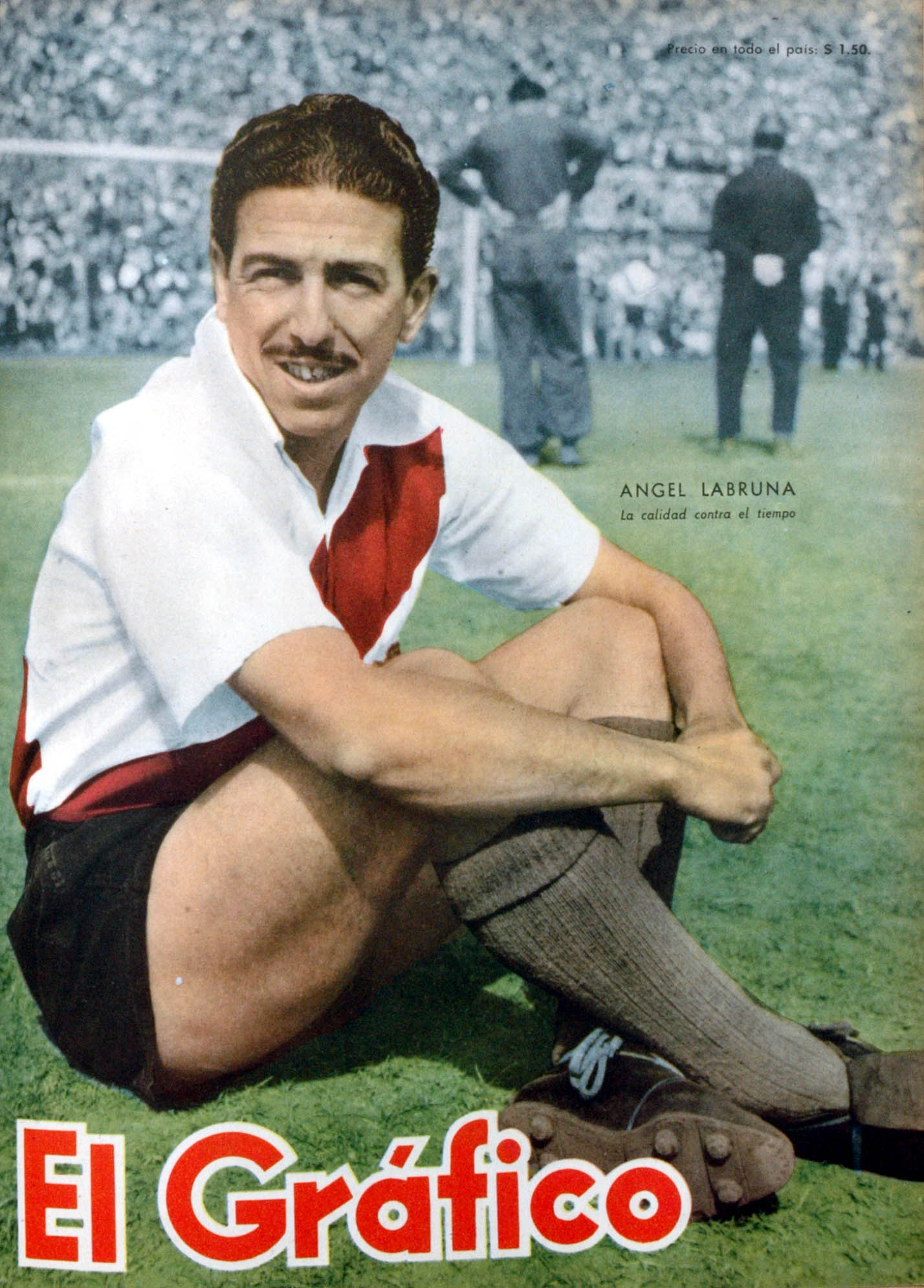
Labruna en 1955.

De cara a 1954 se lleva a cabo la Copa Ibarguren de 1952, donde obtiene un nuevo título. No obstante, le quedaría negada la chance de tricampeonar, tras una actuación que solo le ameritó un tercer puesto. Si bien únicamente marcaría ocho tantos durante el año, el total más bajo desde su debut en el año 1939, tendría una última actuación para el recuerdo en el marco de un Superclásico: por la fecha 28 del campeonato, Boca tenía la chance de campeonar en el estadio Monumental. En una de sus mejores tardes, marca los dos goles iniciales y brinda la asistencia del gol de Walter Gómez, para un contundente 3-0 que le negaba la vuelta olímpica al clásico rival.
Finalmente, a Labruna se le daría el tricampeonato, el cual ya se le había negado dos veces: entre 1955 y 1957, River gana las tres ligas en disputa, para un total de cinco ligas en seis años.
Por la fecha 29 del Campeonato 1955, Angelito dejó huella goleadora en la victoria como visitante por 2-1 ante Boca, también brindándole el pase a Roberto Zárate, quien marcó el segundo. De importancia significativa, este partido determinó la segunda vez que Labruna y River Plate celebraban la obtención de un campeonato en cancha del clásico rival.

En 1956 tuvo dos actuaciones de gran protagonismo. Además de marcar ante Boca —sería también la última vez que lo haría— en un nuevo triunfo millonario, remató un partido clave frente al futuro subcampeón Lanús, de visitante y tras arrancar perdiendo. Manteniendo la ventaja, River logró coronarse campeón, nuevamente antes de la finalización del torneo. 

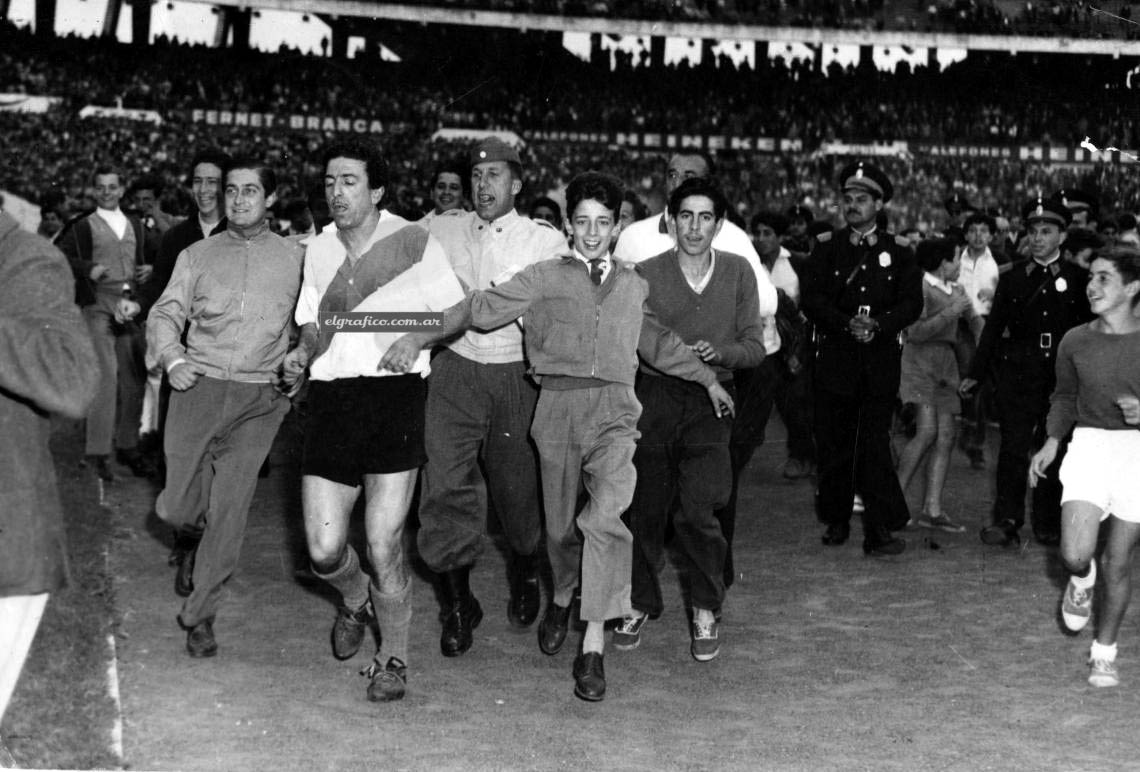
En los festejos por la obtención del Campeonato de 1957.

Se posicionó en las temporadas 1955 y 1956 como el segundo máximo goleador de su equipo, honor que solo fue eclipsado por Omar Sívori, y de cara al año siguiente tuvo su última gran temporada, cuando firmó trece goles en 29 partidos para alzarse con aquel Campeonato. En aquella campaña, el equipo arrasó y se coronó campeón con ocho puntos de diferencia sobre el segundo. La conquista del mismo ameritó la disputa de una nueva edición de la Copa Aldao, y el reconocimiento a la Copa de Oro Eva Perón, distinción que premiaba al club que obtuviese un tricampeonato o se coronase campeón cinco veces, requisitos que fueron cumplidos ambos por «La Maquinita».

#### Últimos años en River
Transcurriendo 1958 completa su última temporada goleadora, anotando nueve veces en 19 encuentros por el Campeonato de aquel año. Su último triplete se dio ante Rosario Central, con resultado de 5-1 a favor del local, y su última asistencia, de parte de un doblete de habilitaciones a Juan Vairo y Ermindo Onega frente a Central Córdoba de Rosario, en el triunfo 5-2.  
Su etapa en el club finaliza en 1959, año en el cual disputa la Copa Aldao 1957, venciendo en la ida por 2-1. El partido de vuelta nunca se concretó, por ende dejando el título vacante. Este suceso marca el fin de una competencia en la que supo resaltar enormemente, siendo poseedor de un promedio de gol incuestionable con doce goles en ocho encuentros —media de un gol y medio por partido— en la que, por aquel entonces, era una de las competencias más importantes de Sudamérica, y predecesora de la actual Copa Libertadores de América.

Labruna anotó su último tanto con la banda un 24 de mayo ante Gimnasia y Esgrima La Plata, en una victoria por 2-1, y jugó su último partido el 12 de octubre, por la fecha 23 del Campeonato en la derrota 3-0 ante San Lorenzo de Almagro, completando así su ciclo en River, que culminó ya con 41 años. Quedó posicionado como el tercer futbolista con más apariciones en el club y el segundo con más títulos junto a Ricardo Vaghi y Jonatan Maidana, superado únicamente por Leonardo Ponzio. 

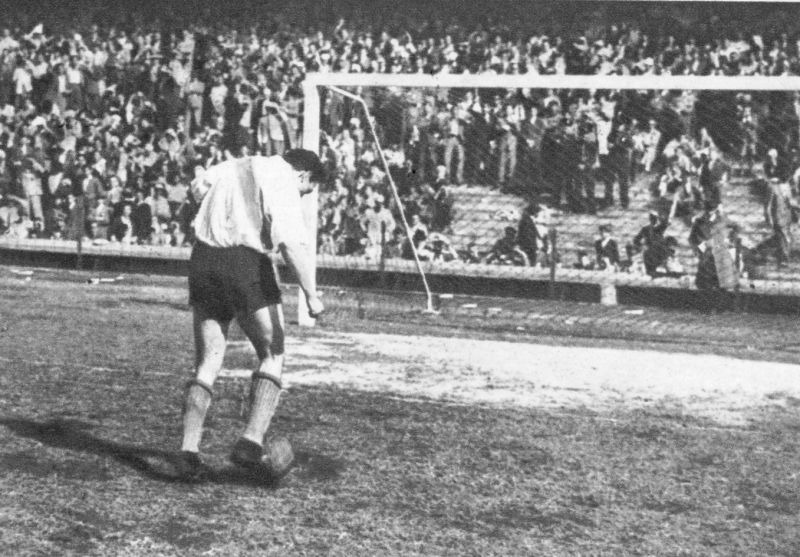
Rematando al arco vacío, de sus más reconocidas cábalas. Se lo ve también arqueando su cuerpo previo al remate.

Al retirarse después de pasar más de treinta años en River (contabilizando sus años en inferiores), dejaba atrás una serie de cábalas que se hicieron famosas con los años, como aquella de evitar pisar la raya de cal al ingresar a la cancha, o la de seguir con un trote canchero hasta el área y mandar la pelota al fondo de la red con un sobrador remate de rastrón, entre otras. Esto último se lo había aconsejado Renato Cesarini en épocas de sequía goleadora, y significaba el preanuncio de los goles que iban a venir en el partido.
Era famoso aquello de que cuando Angelito “agachaba la joroba” (forma muy particular en que arqueaba su cuerpo) al ingresar al área, al arquero rival no le quedaba otra que ir a buscarla al fondo de la red.
Por lógica, despertaba la euforia en sus hinchas y la furia en los simpatizantes rivales: eso era justamente lo que buscaba y reconfortaba al notable jugador, que se llevó como un sello de distinción el ser el máximo goleador del «Superclásico», con 16 tantos en 36 encuentros oficiales, en un lapso de tiempo que abarca desde 1939, convirtiendo su primer gol con 19 años, hasta 1956, con su último tanto ya a la edad de 37.
| 1  | 5 de noviembre de 1939  | El Gasómetro | Boca Juniors - River Plate | 76' | 1 - 2 | Campeonato 1939 |
| 2  | 17 de noviembre de 1940 | Monumental   | River Plate - Boca Juniors | 7'  | 1 - 1 | Campeonato 1940 |
| 3  | 19 de octubre de 1941   | Monumental   | River Plate - Boca Juniors | 11' | 5 - 1 | Campeonato 1941 |
| 4  | 19 de julio de 1942     | Monumental   | River Plate - Boca Juniors | 46' | 4 - 0 | Campeonato 1942 |
| 5  | 19 de julio de 1942     | Monumental   | River Plate - Boca Juniors | 71' | 4 - 0 | Campeonato 1942 |
| 6  | 16 de mayo de 1943      | Monumental   | River Plate - Boca Juniors | 5'  | 3 - 1 | Campeonato 1943 |
| 7  | 16 de mayo de 1943      | Monumental   | River Plate - Boca Juniors | 75' | 3 - 1 | Campeonato 1943 |
| 8  | 24 de agosto de 1947    | Monumental   | River Plate - Boca Juniors | 66' | 2 - 1 | Campeonato 1947 |
| 9  | 1 de agosto de 1948     | La Bombonera | Boca Juniors - River Plate | 30' | 1 - 2 | Campeonato 1948 |
| 10 | 31 de julio de 1949     | Monumental   | River Plate - Boca Juniors | 50' | 1 - 0 | Campeonato 1949 |
| 11 | 12 de octubre de 1950   | La Bombonera | Boca Juniors - River Plate | 22' | 1 - 2 | Campeonato 1950 |
| 12 | 15 de julio de 1951     | Monumental   | River Plate - Boca Juniors | 58' | 1 - 0 | Campeonato 1951 |
| 13 | 31 de octubre de 1954   | Monumental   | River Plate - Boca Juniors | 14' | 3 - 0 | Campeonato 1954 |
| 14 | 31 de octubre de 1954   | Monumental   | River Plate - Boca Juniors | 49' | 3 - 0 | Campeonato 1954 |
| 15 | 8 de diciembre de 1955  | La Bombonera | Boca Juniors - River Plate | 74' | 1 - 2 | Campeonato 1955 |
| 16 | 22 de abril de 1956     | Monumental   | River Plate - Boca Juniors | 60' | 2 - 1 | Campeonato 1956 |

### Partida de River Plate y retiro del fútbol
Tras quedar libre, y a comienzos de 1960, arribó a Rangers de Talca. Su estadía, no obstante, sería breve. Hizo su estreno futbolístico en la Copa Preparación 1960 contra Ñublense, para después realizar su primer y único gol contra Audax Italiano, el 28 de mayo por la 3° fecha del Campeonato, y despedirse del club en un partido contra la Universidad de Chile, el 3 de agosto.
Posteriormente intentó retomar su nivel en Rampla Juniors de Uruguay. Disputó el Campeonato de aquel año, aportando cuatro goles en un torneo en el cual Rampla terminaría octavo. Marcó el último gol de su carrera el 13 de noviembre de 1960, en la victoria 4-2 ante Liverpool, con 42 años.
Su etapa como futbolista la finalizó en Platense, alternando con su función de técnico del equipo debido a la falta de jugadores. Disputó dos partidos: el primero contra Tigre, en la fecha 19 y con un empate a uno, y después ante Central Córdoba de Rosario a la siguiente jornada, un 28 de agosto, con derrota por dos tantos a uno.

## Selección de Argentina

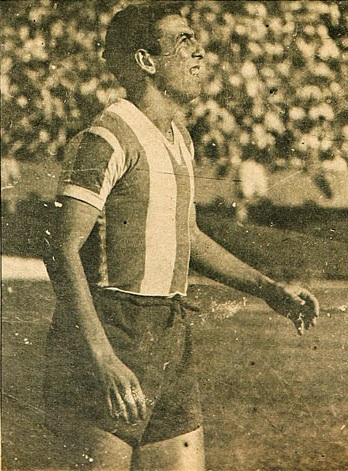
Disputando un partido con la selección argentina en 1946.

En aquel amplio período de veinte años como jugador, fue asiduo integrante de la selección nacional, en épocas en las que solo se competía a nivel sudamericano. Labruna vistió la camiseta Albiceleste en 37 ocasiones, marcando 17 goles, y promediando cerca de un gol cada dos encuentros. Conquistó el Campeonato Sudamericano (en la actualidad conocida como Copa América) en dos ocasiones, y disputó también la Copa del Mundo.   
Su debut internacional se produjo el 25 de agosto de 1942 ante la selección de Uruguay, por la Copa Lipton. Labruna ingresó al minuto 85, en un partido que finalizó en empate a uno.
Tuvo un rol clave en el título de 1946, al anotar cinco goles en cuatro partidos de la competición, solo siendo suplente en el debut. Abrió el marcador frente a Bolivia y Chile, para más tarde también facturar ante Uruguay. Fue el segundo máximo goleador de la competición junto a su compañero Norberto Méndez y Zizinho.
Para 1955, Labruna fue suplente en los primeros tres partidos, ingresando en todos desde el banco. Se alistó en el once titular para los últimos dos encuentros, aun así: primero contra la selección uruguaya, donde marcó un hat-trick, y finalmente ante el anfitrión de aquel campeonato, la selección chilena. En un último partido clave, ya que ambos equipos llegaban con los mismos puntos al choque, el conjunto albiceleste se impuso por 1-0, proclamándose campeón.
Estuvo presente también en la edición de Montevideo 1956, donde Argentina quedó en tercer lugar por diferencia de gol. Anotó los dos goles de la cita ante Chile, pero no sería suficiente el rendimiento de aquel equipo para obtener el bicampeonato. Con 37 años, 4 meses y un día fue el jugador más  longevo en anotar en la historia de la competencia hasta que fue superado en 2024 por Luis Suárez.
Cuando la selección volvió al ruedo mundial en Suecia 1958, tras ausentarse desde 1934 por motivos políticos, estuvo presente Angelito, quien disputó dos de los tres partidos de la fase de grupos, ya con 39 años, siendo parte de un torneo negro en la historia de la selección. Este último suceso todavía repercute ya que sigue siendo el jugador argentino más veterano en disputar un Mundial, con 39 años, 8 meses y 18 días.
Si bien fue un prolífico jugador, Angelito no pudo disputar más ediciones de la Copa Mundial de Fútbol debido a motivos políticos de la época: las Copas de 1942 y 1946 no se celebraron debido a la Segunda Guerra Mundial, y la selección se vio negada a participar de las celebradas en 1950 y 1954 por desacuerdos con la selección de Brasil primero e influencias y decisiones tomadas durante los gobiernos de Juan Domingo Perón.

## Trayectoria como director técnico

### Inicios (1961-1967)

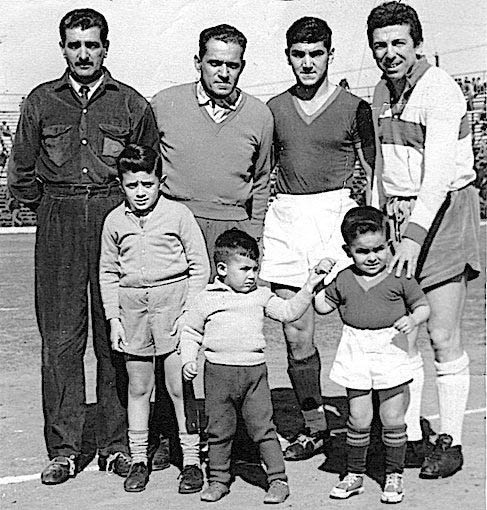
Labruna —derecha del todo—, en su último partido como profesional, al mismo tiempo que dirigía al equipo en la Primera B.

Tuvo como primera experiencia en el rubro de la dirección técnica el hacerse cargo de Platense para la temporada 1961 de la Primera B. Fue despedido tras perder sus primeros tres partidos en la campaña de 1962.
Más tarde en aquel año River lo contrató, derivándolo de sus funciones como entrenador, con el fin de hacerlo fungir como el “espía” del técnico Néstor Rossi: su labor estaba relacionado al análisis del rival inmediato del equipo, con fin de pormenorizar en sus fortalezas y debilidades. Labruna no se tomó muy en serio la cuestión y los informes los elaboraba el lunes leyendo los comentarios de los diarios, porque los domingos él prefería ir al hipódromo.
Un año después le tocó asumir la dirección técnica del equipo en Primera División, tras la renuncia de José María Minella. Debutó en una victoria 2-1 ante Racing, y dirigió interinamente a River en nueve partidos durante el Campeonato 1963, terminando subcampeón.
Tuvo un periodo alejado del fútbol en donde intentó llevar a cabo varias actividades comerciales. Una de ellas fue la de concesionario de la confitería del club Defensores de Belgrano. En 1967, en ejerción de sus funciones, los dirigentes de la institución le ofrecieron la dirección técnica del equipo, que jugaba en el ascenso y venía bastante mal. Angelito tomó las riendas del equipo y lo sacó campeón de la B, pero con una particularidad: en forma simultánea, condujo técnicamente a Platense, que jugaba en Primera División y llegó a disputar la semifinal con el Estudiantes de La Plata de Osvaldo Zubeldía —que luego sería campeón de América y de la Intercontinental—, la cual perdió 4-3. Estas campañas son el puntapié inicial de una remarcable carrera como técnico.

### Regreso a River Plate (1968-1970)

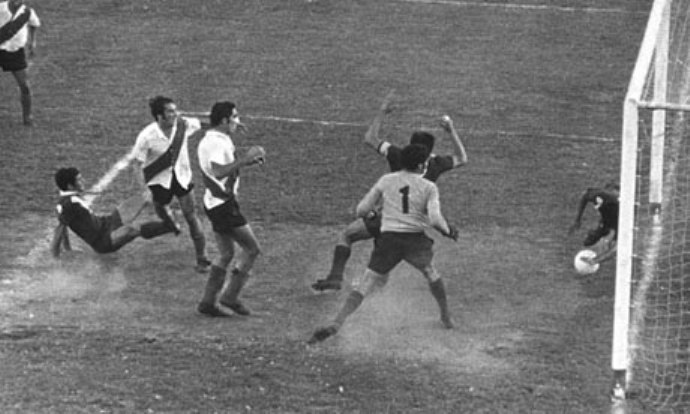
La famosa mano de Gallo: el defensor de Vélez detiene el cabezazo del riverplatense Jorge Recio en la línea, acción que no sería juzgada como penal por el árbitro Guillermo Nimo, y que privó del posible título al millonario.

La dirigencia del millonario le propuso el regreso al cargo en 1968. En esta nueva etapa al frente del equipo, Labruna cosechó otros cuatro torneos seguidos siendo subcampeón. A nivel personal, era ya su quinto segundo puesto al mando del equipo, añadiendo el de su primera etapa interina unos años antes.
Aún realizando excelentes campañas, River seguía sin poder cortar la sequía de títulos que venía carcomiendo a los hinchas, plantel y dirigentes durante más de una década, al acumular ocho subcampeonatos desde 1962. Las decepciones fueron grandes, debido no solo al total de años sin ganar un título —contando desde 1957, cuando Labruna seguía siendo jugador de la institución—, sino también por las polémicas que envolvían dichas campañas, tales como la mano de Luis Gallo en el triangular del Nacional 1968, o la irregular programación de los partidos definitorios del Metropolitano 1970.
La alegría más grande de ambos ciclos sucedió en el marco de la Copa Libertadores 1970, cuando por la segunda fase del torneo, River dejó afuera al clásico rival en su propio estadio, tras un arduo partido. La ulterior eliminación a manos de Estudiantes en la semifinal colapsó la estadía de Labruna en River, sin embargo.

### Su primer título de Primera División como entrenador: campeón del Nacional 1971 con Rosario Central
Recaló en Rosario Central en junio de 1971, tomando las riendas del equipo con el Torneo Metropolitano de aquel año ya empezado. Debutó como visitante ante Gimnasia y Esgrima La Plata por la fecha 25 de aquel campeonato, con un triunfo 5-4. Si bien el equipo estaba medianamente armado y mantenía una estructura sólida, para el Campeonato Nacional de aquel año (que arrancó a principios de obtubre) Labruna metió mano: plantó un equipo más equilibrado, adelantando a Aldo Pedro Poy como delantero de punta, y consolidó en primera a Carlos Aimar, un volante central batallador, fuerte y que mostraba muy buenas condiciones. 

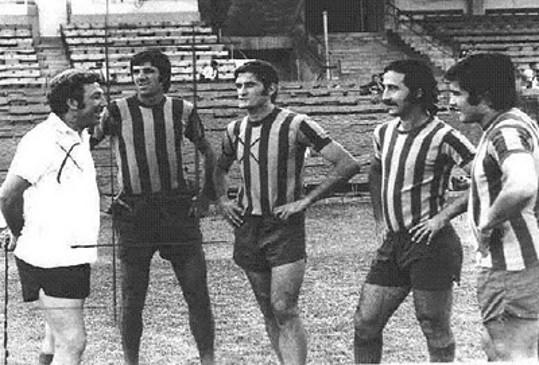
Dirigiendo un entrenamiento en octubre de 1971.

Aquel equipo finalizó primero en su zona, por lo que debió cruzarse en semifinales con el 2.º ubicado de la zona "A", nada más y nada menos que Newell's Old Boys, el clásico de toda la vida. El encuentro generó mucha expecpectativa no solo en Rosario sino en todo el país, por lo que gran cantidad de rosarinos se trasladaron al Estadio Monumental para presenciar dicho cotejo.
De cara al partido, Labruna se alegró muchísimo cuando le tocó el vestuario visitante del estadio de Núñez, porque —según sus palabras—, "«el otro» (el local) está maldito hace catorce años", haciendo alusión a que River no ganaba un título oficial desde 1957.

Central derrotó 1-0 a su clásico rival en la semifinal con el recordado «gol de palomita» de Aldo Poy, para luego vencer a San Lorenzo 2-1 en la final del campeonato, disputada el 22 de diciembre en cancha de Newell's. De esta manera, Labruna ganó con el club de Arroyito su primer título como director técnico en la máxima categoría del fútbol argentino, y Central, con la conquista del mismo, se convirtió en el primer equipo del interior del país en ganar la Primera División de Argentina. 

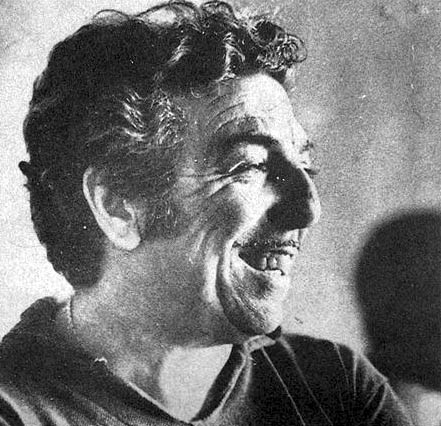
Angelito llevó a Central a su primer título de Liga de AFA.

Si bien estuvo un año en el club rosarino, el vínculo entre Central y Angelito fue de un cariño mutuo, y se mantuvo en el tiempo. Pocos días después de obtener el campeonato, declaró en El Gráfico: 
Nadie puede darse una idea de lo que es el público de Rosario Central. Yo di nueve vueltas olímpicas con River, pero nunca sentí lo que hace unos domingos, cuando mis muchachos clasificaron para las finales del Nacional. Se me puso la piel de gallina... Vivo el presente, pero me gustaría quedarme para siempre en Rosario. No solo porque gano el doble de lo que ganaba en River, sino porque allá se respira fútbol como a mí me gusta, con alma y vida!
Con el club disputó luego la Copa Libertadores 1972, finalizando segundo en el grupo que compartían con Independiente de Avellaneda, que clasificaría a la segunda fase, y los colombianos de Independiente Santa Fe y Atlético Nacional.
Luego de su exitoso paso por Central, fue técnico de Lanús, Excursionistas, Chacarita Juniors y Racing Club, sin muchos resultados.

### Talleres de Córdoba
Labruna tomaría las riendas de Talleres de Córdoba, tras recibir la propuesta del presidente del club en aquel momento, Amadeo Nuccetelli, con motivo de disputar la edición 1974 de la Liga Cordobesa de Fútbol y el Torneo Nacional de aquel año.
La Liga Cordobesa se dividió en dos campeonatos: el Clasificación y el Zonal. Talleres sería subcampeón del primero, tras perder el último partido ante Belgrano por 2-1, que terminaría llevándose el primer boleto a la final por la Liga. Sin embargo, respondería ganando el Campeonato Zonal de manera invicta, disputando 12 partidos, con 8 victorias y 4 empates. Esto le otorgó al equipo liderado por Labruna el segundo pase a la final por el Torneo Oficial, que proclamaría al campeón de aquella temporada de la Liga Cordobesa.

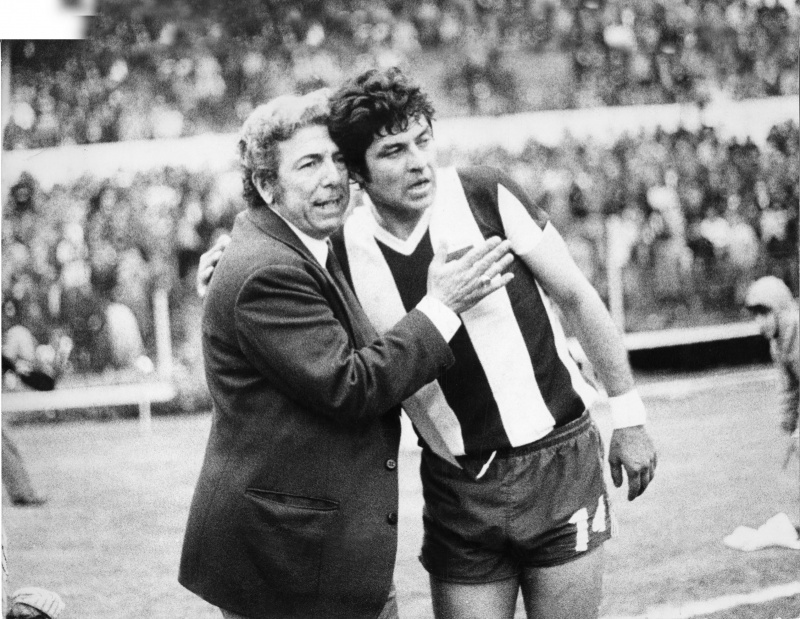
Junto a Daniel Willington.

En el marco de la final, «la T» se consagraría campeón de la Liga Cordobesa, al vencer en el clásico por un 3-1 global. Tras el empate a uno en el partido de ida, Talleres venció 2-0 en condición de visitante, con goles de Daniel Willington de tiro libre y Oscar Fachetti en el Gigante de Alberdi.
Ya en el segundo semestre, alcanzaría un cuarto lugar en la fase final del Campeonato Nacional, a cuatro puntos del campeón San Lorenzo. Esto fue precedido tras obtener la primera posición de su grupo, el cual compartió con River y el entonces vigente campeón del fútbol argentino, Newell's. Fue la primera vez que el club logró tal hazaña a nivel nacional. Aquel suceso también desencadeno una época dorada en la historia del conjunto cordobés, que procedería a consagrarse hexacampeón de liga regional (1974-1979).

### Años dorados en River (1975-1981)

#### Temporada 1975: fin a la sequía con doble conquista
Temprano, recién llegado el año 1975, lo llamó el flamante nuevo presidente de River, Rafael Aragón Cabrera. Asumió el 6 de enero. Previamente, acordó con la dirigencia la llegada de refuerzos de jerarquía, a fines de salir campeón. Respecto a esto, manifestó:
Si agarro River es para ser campeón. No tengo la varita mágica y para salir campeón necesito refuerzos importantes. Si el club no se mueve para conseguirlos, ni soñemos con River campeón. Y yo no vuelvo a River si no es para salir campeón. 

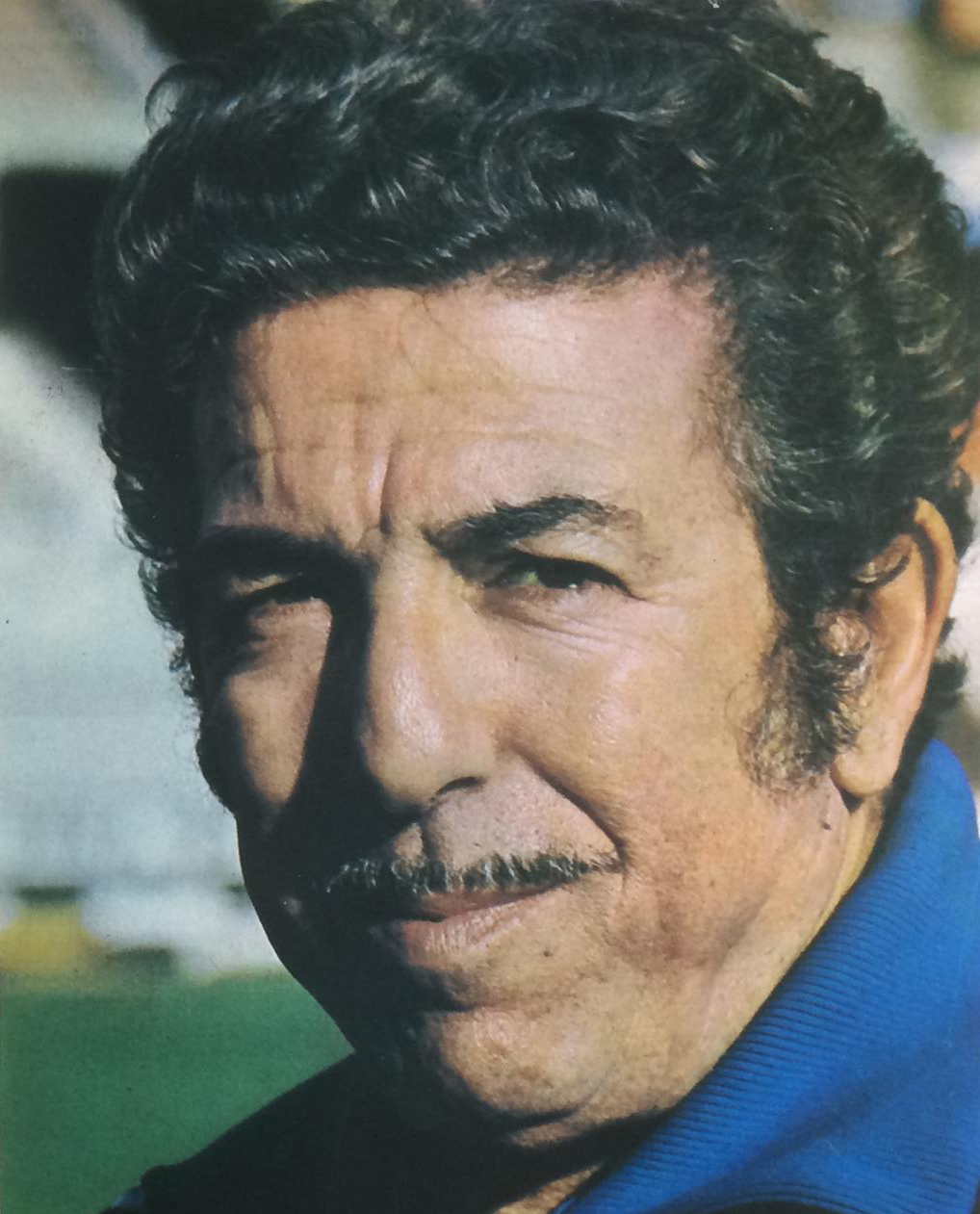
Labruna en 1975.

A fines de terminar con la sequía, River hizo efectivo el pedido del ídolo: arribaron Roberto Perfumo, Pedro González y Oscar Más —en su regreso del Real Madrid—; Héctor Ártico y Pablo Comelles (a quienes Labruna dirigió en Talleres), y Miguel Ángel Raimondo y José Reinaldi. Junto a los surgidos de las inferiores como Norberto Alonso, Reinaldo Merlo, Carlos Morete y Juan José López, y el mundialista Ubaldo Fillol, el club de Núñez armó un plantel muy competitivo, y con Angelito en el banco, se encaró el nuevo torneo, con una carga insufrible encima, tras años de numerosas decepciones.
La primera rueda finalizó con el equipo en primer puesto: había alcanzó la punta del campeonato tan temprano como en la sexta jornada, y se perfilaba a campeonar tras dejar al momentáneo segundo, Unión, a ocho puntos. A pesar del gratificante arranque, una mala segunda rueda despertó aquel presentimiento de fracaso nuevamente, al perder tres partidos consecutivos y a la figura del equipo, «el 10» Norberto Alonso, durante seis fechas por suspensión. Cuatro equipos pisaron los talones de River previo a la fecha 36, pero con dos goles del nombrado mediapunta, River quedó al borde del título.
Once días después, una noche del 14 de agosto de 1975, se gestó una nueva vuelta olímpica, en medio de una huelga de profesionales que afectó a los jugadores y a Labruna; Federico Vairo asumió el rol de entrenador, y junto a los juveniles que dirigía en las divisiones inferiores, le otorgaron a los hinchas el esperado festejo de campeón tras el gol de Rubén Bruno, reforzado en razón de un histórico desahogo. Ultimadamente, Labruna y su plantel festejaron el título en el estadio Monumental a la fecha siguiente, en un partido que se dio por terminado tras la primera parte, cuando alrededor de diez mil hinchas invadieron el campo de juego tras el 2-0 parcial. De esta manera, Angelito dejaba una nueva huella en la institución, esta vez en el plano de la dirección técnica, e inscribiéndose en la historia grande del club como uno de sus mayores ídolos.
River disputó más tarde en el año el Torneo Nacional. Ya sin la presión de ser campeón de manera obligada, repitiría título aun así. Leopoldo Luque reemplazaría a Carlos Morete para el segundo semestre, quien fuera goleador del conjunto millonario en el pasado torneo. Fue un trámite para el equipo de Labruna pasar la primera fase, más no campeonar en la segunda.
 

Tras salir primero en su grupo, encaró el octogonal final con la reciente incorporación al once inicial del defensor Daniel Passarella. Junto con él, los refuerzos de Labruna se hicieron presentes: los tantos de Pinino Más, Pedro González, Héctor Ártico y Luque plantaron al equipo en segundo lugar de cara al duelo ante Estudiantes, el cual ganó el millonario por la mínima con gol de José Reinaldi. Fue así que, en el último partido del campeonato, debía de vencer a Rosario Central en Rosario; de no hacerlo, sería condenado ya sea a un nuevo segundo lugar, o un desempate con el escolta. Aquel encuentro terminó a favor de River dos goles a uno, coronándose gracias al gol de Reinaldi sobre la hora, ingresado desde el banco. 

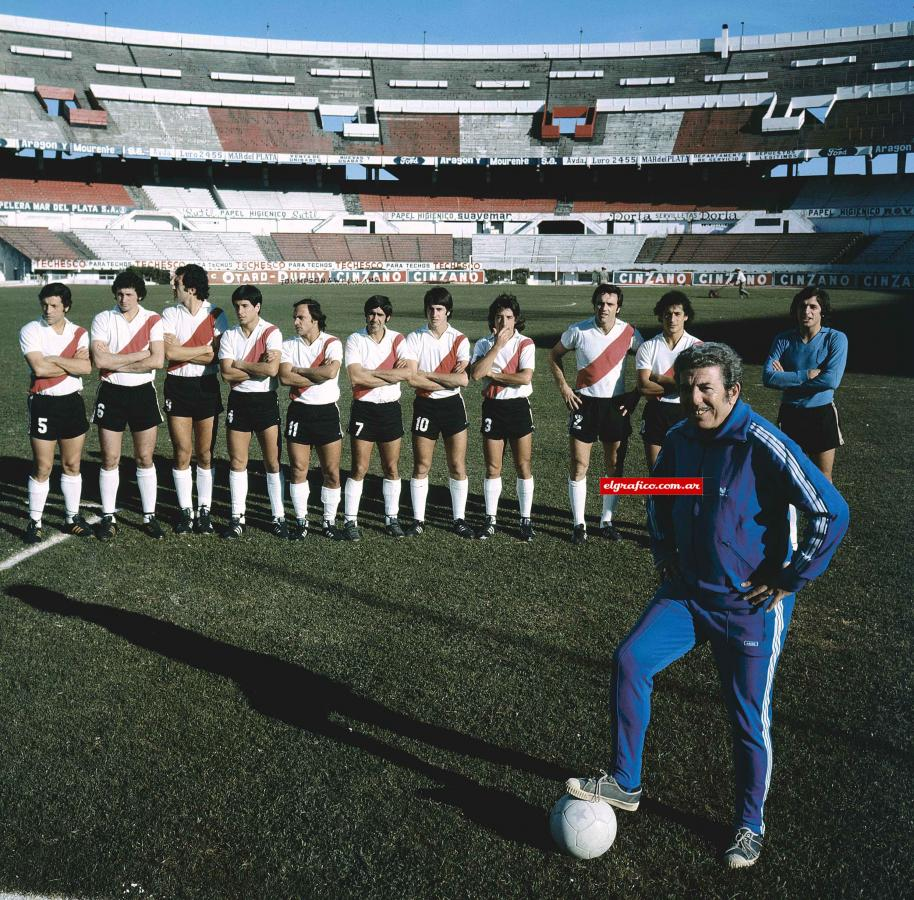
Labruna en 1975 con el plantel de River en el Monumental.

#### Campañas posteriores
En 1976, tras quedar primero de su grupo, el equipo no pudo mantener el rendimiento desplegado en la primera fase del Metropolitano, al estar enfrentando la doble competencia a nivel internacional. Por consecuente, Labruna dispuso de suplentes durante la mayoría de la segunda fase del torneo, sin lograr ejercer mucha presión a los líderes de aquel tramo final de torneo. Sacrificar la liga no bastó para conquistar la Copa Libertadores, al perder el partido definitorio de la final contra Cruzeiro, y tras perder la final del Nacional, River se quedó con las manos vacías. 
El equipo compensó al año siguiente cuando, ya lanzado al éxito, conquistó el Campeonato Metropolitano de 1977, reconocido como el torneo más largo de la historia del fútbol argentino (44 fechas disputadas cada equipo). Ya sin su figura, el Beto Alonso, Labruna recaló en Víctor Marchetti para suplantarlo, a quien pidió traer tras haberlo dirigido en su segunda etapa, y a Oscar Ortiz, habilidoso wing izquierdo.
La obra culmine del campeonato llegó en la penúltima fecha, cuando tocó visitar la cancha de Boca. Tras arrancar perdiendo, el equipo se tomó revancha del torneo anterior y dio vuelta la faena con goles de Passarella y Pedro González, así encaminándose al título, que más tarde asentaría tras derrotar a Ferro en la última jornada.

#### Imperante en el plano local (1979-1980)
La temporada 1978 nuevamente terminaría sin títulos, tras perder en la segunda fase de la Libertadores y quedar subcampeón de Independiente en el Nacional. Asomando 1979, Labruna se reinventa: comtemplando su esquema, siempre ofensivo, incorpora a Emilio Commisso al once, para hacerlo fungir como cuarto volante, acompañando al histórico mediocampo que marcó su ciclo: J. J. López. Merlo y Alonso. Commisso tendría la tarea de colaborar en ambos defensa y ataque, para liberar al Beto, a quien Labruna consideraba indispensable. Este cambio táctico se presentó en la semifinal del Metropolitano ante Independiente: el Nene tuvo la dura encomienda de marcar a Ricardo Bochini, cumpliendo en su afán. River derrotó en ambos partidos al rojo, con Alonso como figura, y en la final desmenuzó a Vélez Sarsfield con un 7-1 global para obtener su cuarto título al mando del equipo.

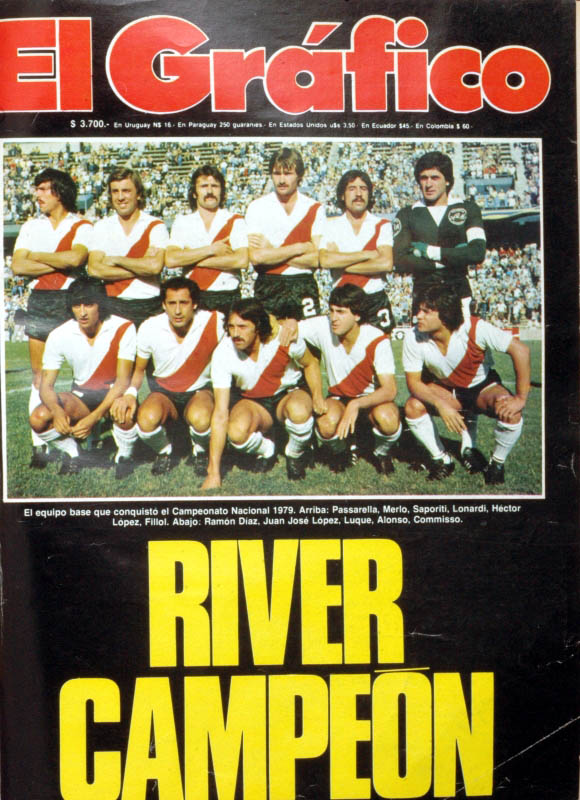
Equipo de River en el Campeonato Nacional de 1979.

El millonario obtuvo el bicampeonato en el Torneo Nacional. Una segunda plaza en su grupo lo obligó a jugar con Vélez nuevamente, a quien esta vez venció por penales. Luego una abultada serie a su favor ante Rosario Central, accedió a la final frente a Unión, a quien en dos partidos no pudo vencer, tras empatar a uno en Santa Fe y a cero de local. El gol de visitante irrumpió como factor determinante, inclinando el título a favor de River.
El conjunto riverplatense alzó un nuevo título, el Metropolitano de 1980, festejado cuatro fechas antes del cierre, tras cosechar nueve puntos más que el subcampeón Argentinos Juniors, que poseía a Diego Maradona en sus filas. Labruna conquistó así el tercer tricampeonato en la historia del club, ya habiendo sido parte del segundo como jugador. Ramón Díaz, a quien Angelito ya venía teniendo en cuenta, fue el goleador del equipo. Tras la enorme sequía de títulos, el club se alzó con seis de los once campeonatos disputados hasta ese entonces, en el tercer ciclo de su máximo ídolo como entrenador.
En 1981 decidió irse tras la disputa del Torneo Metropolitano 1981, rechazando la propuesta de ser mánager de fútbol de la institución. Para la disputa del Torneo Nacional 1981, la dirigencia contrató a Alfredo Di Stéfano para el puesto de técnico. Con esta decisión, terminó el ciclo de Labruna en River Plate. Como entrenador es el que más partidos dirigió, y el cuarto que más títulos conquistó junto con Renato Cesarini y  Emérico Hirschl. En total estuvo ligado a la banda en más de mil partidos entre sus etapas como futbolista y entrenador.

### Últimos años (1982-1983)
Tras la histórica vuelta al club millonario, viajó a Córdoba para hacerse cargo de Talleres nuevamente, aunque siempre declaró que a pesar de estar lejos de River, nunca dejó de pensar en el club del cual era hincha y símbolo:
Al irme de River, pensé que se terminaba el mundo, si hasta me quise pegar un tiro. Anduve como loco toda una noche sin poder dormir. Salí a dar vueltas por cualquier lado con el auto. No quería volver a mi casa. Unos días después llegó el llamado de Talleres, pero yo seguía pensando en River.
Armó un equipo que fue protagonista en el Torneo Nacional de 1982, llegando a semifinales y perdiendo con el campeón, Ferro Carril Oeste.

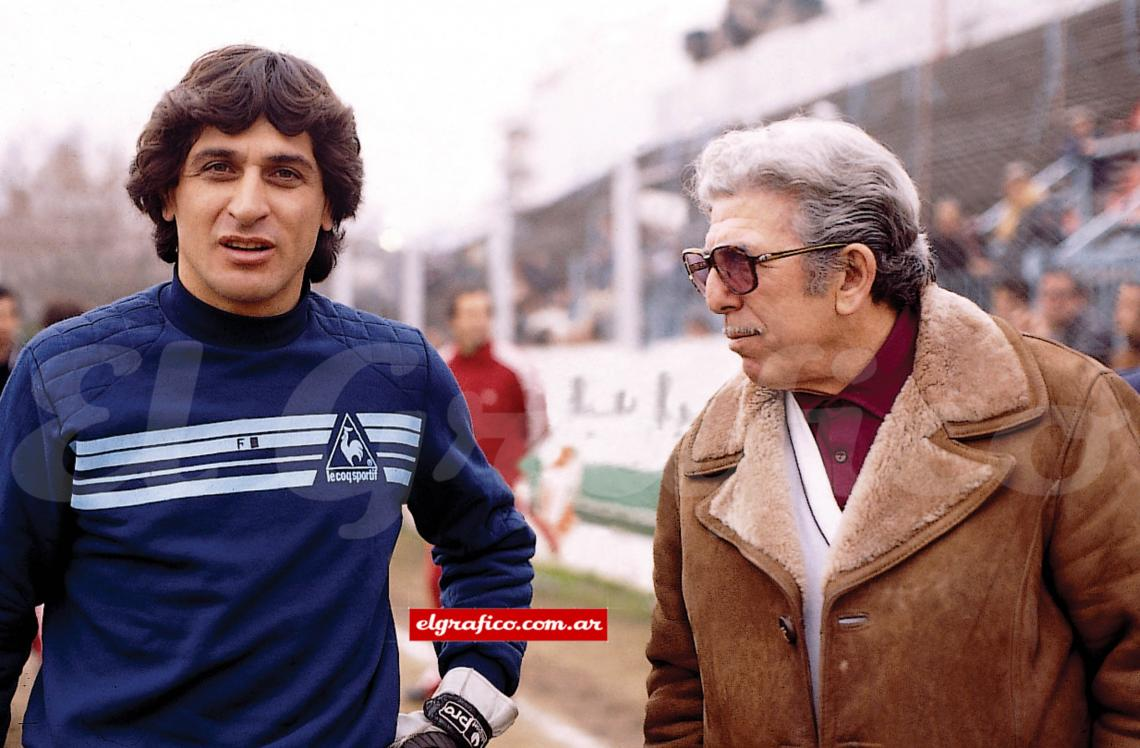
Junto a Ubaldo Fillol en Argentinos.

Para 1983 tuvo un segundo ciclo a cargo de la dirección técnica de Argentinos Juniors, aportando una nueva filosofía que, entre otras cosas, incluyó mudar la localía al estadio de Ferro, argumentando que su estilo de juego merecía un campo de juego más grande que los 96 por 65 metros que la cancha medía. Expresó su interés en la incorporación de jugadores de experiencia como José Luis Pavoni, José «Pepe» Castro, o Ubaldo Fillol.  
Aquel equipo tiene un buen rendimiento, y consigue eliminar a Boca y a River en sucesivas rondas en el Nacional 1983, pero no consigue campeonar porque cae en la semifinal frente al poderoso Independiente comandado por Ricardo Bochini, consumando una gran campaña en aquel campeonato como técnico del bicho.  
Es reconocido como el arquitecto de un proyecto futbolístico con el que luego Roberto Saporiti y José Yudica obtendrían cuatro títulos entre 1984 y 1986, incluida la Copa Libertadores 1985.

## Vida privada
Ángel Labruna se casa con Guillermina Josefina Ana Carrasquedo un 16 de enero de 1945.
En 1969 el matrimonio sufrió una gran tragedia, dada la muerte de su hijo Ángel Daniel, de quien se hablaba por sus cualidades y su futuro en el primer equipo. El entonces jugador de la reserva tenía solo 19 años cuando falleció a causa de leucemia.
El hijo menor del matrimonio, Omar, tenía ocho años menos que el mayor, y siguió la profesión de ambos. En 1976 debutó en River de la mano de su padre, y allí permaneció hasta 1981, siguiendo con la costumbre de anotarle a Boca, aunque solo una vez, por el Metropolitano 1978. En aquella ocasión el millonario ganaría 1-0 con un gol de tiro libre y perjudicaría al clásico en aquel último tramo del torneo, en el que terminaría subcampeón de Quilmes por un punto.

## Fallecimiento

Noticia del fallecimiento de Ángel Labruna. Clarín, 20 de septiembre de 1983.

Falleció el 19 de septiembre de 1983, mientras se encontraba en la habitación de un sanatorio, donde había sido sometido a una intervención quirúrgica por un problema en la vesícula, de la que se estaba recuperando satisfactoriamente. Sin embargo, mientras se preparaba para caminar junto a Ubaldo Fillol, quien había ido a visitarlo, murió a consecuencia de un paro cardíaco y cayó en brazos del arquero a los 64 años de edad.
Los restos fueron inhumados a las 16 horas del día 20 de septiembre en el Cementerio de la Chacarita.

### Homenajes
En 1984, el compositor, poeta y filósofo Rodolfo Garavagno, publicó en la Revista Millonarios, un poema dedicado a Labruna, titulado "Un picado en el cielo".
En 2003 comenzó a celebrarse cada 28 de septiembre (su natalicio) el Día Internacional del Hincha de River.
La dirigencia de River Plate presentó una estatua en su honor, de 6.7 m de alto, en la puerta de entrada al Museo River en Buenos Aires, el viernes 6 de noviembre de 2015. Es la estatua a un futbolista más grande del mundo.
Para la temporada 2016/17, se estrenó una camiseta alternativa en honor a Angelito y su reconocida corbata. Más tarde, en 2023, se lanzó una nueva casaca pre-match, basada en la misma temática.
En 2020 la afición lo incluyó en el telón de los ídolos junto a otras siete figuras de la institución.
River Plate y Platense disputaron en 2022 la Copa Ángel Labruna, en honor a su paso por ambos clubes. Los jugadores de ambos equipos portaron un parche especial con su figura. El equipo millonario venció por 3 a 0, adjudicándose el título, de carácter amistoso.

## Participaciones con la selección argentina

### En la Copa Mundial de Fútbol
| Edición                      | Sede   | Resultado    | Partidos | Goles |
| ---------------------------- | ------ | ------------ | -------- | ----- |
| Copa Mundial de la FIFA 1958 | Suecia | Primera fase | 2        | 0     |

### En la Copa América
| Edición                      | Sede      | Resultado    | Partidos | Goles |
| ---------------------------- | --------- | ------------ | -------- | ----- |
| Campeonato Sudamericano 1946 | Argentina | Campeón      | 4        | 5     |
| Campeonato Sudamericano 1955 | Chile     | Campeón      | 5        | 3     |
| Campeonato Sudamericano 1956 | Uruguay   | Tercer lugar | 5        | 2     |

## Clubes

### Como jugador
| Club             | País      | Año       |
| ---------------- | --------- | --------- |
| River Plate      | Argentina | 1939-1959 |
| Rangers de Talca | Chile     | 1960      |
| Rampla Juniors   | Uruguay   | 1960      |
| Platense         | Argentina | 1961      |

### Como entrenador
| Club                   | País      | Año       |
| ---------------------- | --------- | --------- |
| Platense               | Argentina | 1961-1962 |
| River Plate            | Argentina | 1963      |
| Defensores de Belgrano | Argentina | 1967      |
| Platense               | Argentina | 1967      |
| River Plate            | Argentina | 1968-1970 |
| Argentinos Juniors     | Argentina | 1971      |
| Rosario Central        | Argentina | 1971-1972 |
| Lanús                  | Argentina | 1972      |
| Excursionistas         | Argentina | 1972      |
| Chacarita Juniors      | Argentina | 1973      |
| Racing Club            | Argentina | 1973      |
| Talleres               | Argentina | 1974      |
| River Plate            | Argentina | 1975-1981 |
| Talleres               | Argentina | 1981-1982 |
| Argentinos Juniors     | Argentina | 1983      |

## Estadísticas

### Como jugador

#### En clubes
| Club | Div.            | Temporada       | Liga  | Liga  | Copas nacionales(1) | Copas nacionales(1) | Copas internacionales(2) | Copas internacionales(2) | Total(3) | Total(3) | Media goleadora |
| Club | Div.            | Temporada       | Part. | Goles | Part.               | Goles               | Part.                    | Goles                    | Part.    | Goles    | Media goleadora |
| --- | --------------- | --------------- | ----- | ----- | ------------------- | ------------------- | ------------------------ | ------------------------ | -------- | -------- | --------------- |
| River Plate Argentina | 1.ª             | 1939            | 11    | 7     | —                   | —                   | —                        | —                        | 11       | 7        | 0,64            |
| River Plate Argentina | 1.ª             | 1940            | 26    | 14    | —                   | —                   | —                        | —                        | 26       | 14       | 0,54            |
| River Plate Argentina | 1.ª             | 1941            | 28    | 10    | 3                   | 3                   | 2                        | 4                        | 33       | 17       | 0,52            |
| River Plate Argentina | 1.ª             | 1942            | 28    | 15    | 1                   | 1                   | 1                        | 0                        | 30       | 16       | 0,53            |
| River Plate Argentina | 1.ª             | 1943            | 23    | 23    | 1                   | 0                   | —                        | —                        | 24       | 23       | 0,96            |
| River Plate Argentina | 1.ª             | 1944            | 30    | 25    | 2                   | 1                   | —                        | —                        | 32       | 26       | 0,81            |
| River Plate Argentina | 1.ª             | 1945            | 29    | 25    | 2                   | 3                   | 2                        | 5                        | 33       | 33       | 1,00            |
| River Plate Argentina | 1.ª             | 1946            | 27    | 15    | 3                   | 3                   | —                        | —                        | 30       | 18       | 0,60            |
| River Plate Argentina | 1.ª             | 1947            | 18    | 16    | —                   | —                   | 2                        | 3                        | 20       | 19       | 0,95            |
| River Plate Argentina | 1.ª             | 1948            | 22    | 16    | 1                   | 0                   | —                        | —                        | 23       | 16       | 0,70            |
| River Plate Argentina | 1.ª             | 1949            | 32    | 18    | 2                   | 0                   | —                        | —                        | 34       | 18       | 0,53            |
| River Plate Argentina | 1.ª             | 1950            | 33    | 21    | —                   | —                   | —                        | —                        | 33       | 21       | 0,64            |
| River Plate Argentina | 1.ª             | 1951            | 29    | 12    | —                   | —                   | —                        | —                        | 29       | 12       | 0,41            |
| River Plate Argentina | 1.ª             | 1952            | 22    | 11    | 1                   | 0                   | —                        | —                        | 23       | 11       | 0,48            |
| River Plate Argentina | 1.ª             | 1953            | 28    | 16    | —                   | —                   | —                        | —                        | 28       | 16       | 0,57            |
| River Plate Argentina | 1.ª             | 1954            | 22    | 8     | —                   | —                   | —                        | —                        | 22       | 8        | 0,36            |
| River Plate Argentina | 1.ª             | 1955            | 25    | 10    | —                   | —                   | —                        | —                        | 25       | 10       | 0,40            |
| River Plate Argentina | 1.ª             | 1956            | 22    | 9     | —                   | —                   | —                        | —                        | 22       | 9        | 0,41            |
| River Plate Argentina | 1.ª             | 1957            | 29    | 13    | —                   | —                   | 1                        | 0                        | 30       | 13       | 0,43            |
| River Plate Argentina | 1.ª             | 1958            | 19    | 9     | 2                   | 0                   | —                        | —                        | 21       | 9        | 0,43            |
| River Plate Argentina | 1.ª             | 1959            | 12    | 1     | —                   | —                   | —                        | —                        | 12       | 1        | 0,08            |
| River Plate Argentina | Total club      | Total club      | 515   | 294   | 18                  | 11                  | 8                        | 12                       | 541      | 317      | 0,59            |
| Rangers de Talca · Chile | 1.ª             | 1960            | 4     | 1     | —                   | —                   | —                        | —                        | 4        | 1        | 0,25            |
| Rampla Juniors · Uruguay | 1.ª             | 1960            | 16    | 4     | —                   | —                   | —                        | —                        | 16       | 4        | 0,25            |
| Platense Argentina | 2.ª             | 1961            | 2     | 0     | —                   | —                   | —                        | —                        | 2        | 0        | 0,00            |
| Total en clubes | Total en clubes | Total en clubes | 537   | 299   | 18                  | 11                  | 8                        | 12                       | 563      | 322      | 0,57            |
| (1) Las copas nacionales incluyen datos de la Copa Ibarguren, la Copa Escobar, la Copa de Competencia Británica, y la Copa Suecia.(2) Las copas internacionales incluyen datos de la Copa Aldao.(3) Se obvian los goles en partidos amistosos. |                 |                 |       |       |                     |                     |                          |                          |          |          |                 |

#### En selección
| Selección | Año   | Amistosos(4) | Amistosos(4) | Sudamérica(5) | Sudamérica(5) | Mundial(6) | Mundial(6) | Total | Total | Media goleadora |
| Selección | Año   | Part.        | Goles        | Part.         | Goles         | Part.      | Goles      | Part. | Goles | Media goleadora |
| --- | ----- | ------------ | ------------ | ------------- | ------------- | ---------- | ---------- | ----- | ----- | --------------- |
| Absoluta Argentina | 1942  | 1            | 0            | —             | —             | —          | —          | 1     | 0     | 0,00            |
| Absoluta Argentina | 1945  | 6            | 1            | —             | —             | —          | —          | 6     | 1     | 0,17            |
| Absoluta Argentina | 1946  | —            | —            | 4             | 5             | —          | —          | 4     | 5     | 1,25            |
| Absoluta Argentina | 1950  | 2            | 2            | —             | —             | —          | —          | 2     | 2     | 1,00            |
| Absoluta Argentina | 1951  | 2            | 1            | —             | —             | —          | —          | 2     | 1     | 0,50            |
| Absoluta Argentina | 1952  | 2            | 2            | —             | —             | —          | —          | 2     | 2     | 1,00            |
| Absoluta Argentina | 1955  | —            | —            | 5             | 3             | —          | —          | 5     | 3     | 0,60            |
| Absoluta Argentina | 1956  | 1            | 0            | 5             | 2             | —          | —          | 6     | 2     | 0,33            |
| Absoluta Argentina | 1957  | 4            | 1            | 3             | 0             | —          | —          | 7     | 1     | 0,14            |
| Absoluta Argentina | 1958  | —            | —            | —             | —             | 2          | 0          | 2     | 0     | 0,00            |
| Absoluta Argentina | Total | 18           | 7            | 17            | 10            | 2          | 0          | 37    | 17    | 0,46            |
| (4) Amistosos se refiere a la Copa Lipton, la Copa Rosa Chevallier Boutell, la Copa Roca, la Copa Newton y los amistosos internacionales.(5) Sudamérica se refiere a los Campeonatos Sudamericanos (1946, 1955, 1956) y la Clasificación de Conmebol para la Copa Mundial de Fútbol (1957).(6) Mundial se refiere a la Copa Mundial de Fútbol (1958). |       |              |              |               |               |            |            |       |       |                 |

#### Resumen estadístico
| Competición            | Partidos | Goles | Promedio |
| ---------------------- | -------- | ----- | -------- |
| Liga                   | 537      | 299   | 0,56     |
| Copas nacionales       | 18       | 11    | 0,61     |
| Copas internacionales  | 8        | 12    | 1,50     |
| Selección de Argentina | 37       | 17    | 0,46     |
| Total en su carrera    | 600      | 339   | 0,57     |

### Como entrenador
| Equipo                           | Div.                              | Torneo                            | Estadísticas | Estadísticas | Estadísticas | Estadísticas | Estadísticas | Estadísticas | Estadísticas | Estadísticas |
| Equipo                           | Div.                              | Torneo                            | PD           | G            | E            | P            | GF           | GC           | DG           | Ef.          |
| -------------------------------- | --------------------------------- | --------------------------------- | ------------ | ------------ | ------------ | ------------ | ------------ | ------------ | ------------ | ------------ |
| Platense Argentina               | 2.ª                               | Primera B 1961                    | 34           | 16           | 9            | 9            | 65           | 47           | 18           | 60,29%       |
| Platense Argentina               | 2.ª                               | Primera B 1962                    | 3            | 0            | 0            | 3            | 2            | 13           | -11          | 0%           |
| Platense Argentina               | Total 1.ª etapa                   | Total 1.ª etapa                   | 37           | 16           | 9            | 12           | 67           | 60           | 7            | 55,41%       |
| River Plate Argentina            | 1.ª                               |                                   |              |              |              |              |              |              |              |              |
| River Plate Argentina            | 1.ª                               | Campeonato 1963                   | 9            | 4            | 3            | 2            | 13           | 9            | 4            | 61,11%       |
| Defensores de Belgrano Argentina | 2.ª                               |                                   |              |              |              |              |              |              |              |              |
| Defensores de Belgrano Argentina | 2.ª                               | Primera B 1967                    | 21           | 15           | 3            | 3            | 37           | 16           | 21           | 78,57%       |
| Defensores de Belgrano Argentina | Torneo Reclasificatorio 1967      | Torneo Reclasificatorio 1967      | 2            | 1            | 0            | 1            | 1            | 1            | 0            | 50%          |
| Defensores de Belgrano Argentina | Total Defensores de Belgrano      | Total Defensores de Belgrano      | 23           | 16           | 3            | 4            | 38           | 17           | 21           | 73,91%       |
| Platense Argentina               | 1.ª                               | Torneo Metropolitano 1967         | 23           | 13           | 2            | 7            | 43           | 32           | 11           | 60,87%       |
| Platense Argentina               | 1.ª                               | Torneo Nacional 1967              | 15           | 5            | 5            | 5            | 19           | 20           | -1           | 50%          |
| Platense Argentina               | Total 2.ª etapa                   | Total 2.ª etapa                   | 38           | 18           | 7            | 12           | 62           | 52           | 10           | 56,58%       |
| Platense Argentina               | Total Platense                    | Total Platense                    | 75           | 34           | 16           | 12           | 129          | 112          | 17           | 56%          |
| River Plate Argentina            | 1.ª                               | Torneo Metropolitano 1968         | 23           | 12           | 7            | 4            | 32           | 19           | 13           | 67,39%       |
| River Plate Argentina            | 1.ª                               | Torneo Nacional 1968              | 17           | 10           | 5            | 2            | 38           | 16           | 22           | 73,53%       |
| River Plate Argentina            | 1.ª                               | Torneo Metropolitano 1969         | 24           | 12           | 8            | 4            | 36           | 25           | 11           | 66,67%       |
| River Plate Argentina            | 1.ª                               | Torneo Nacional 1969              | 18           | 12           | 5            | 1            | 37           | 13           | 24           | 80,56%       |
| River Plate Argentina            | 1.ª                               | Copa Libertadores 1970            | 12           | 6            | 2            | 4            | 25           | 15           | 10           | 58,33%       |
| River Plate Argentina            | 1.ª                               | Torneo Metropolitano 1970         | 20           | 10           | 7            | 3            | 42           | 24           | 18           | 67,5%        |
| River Plate Argentina            | Total 2.ª etapa                   | Total 2.ª etapa                   | 114          | 62           | 34           | 18           | 210          | 112          | 98           | 69,30%       |
| River Plate Argentina            | Total 1.ª y 2.ª etapa River Plate | Total 1.ª y 2.ª etapa River Plate | 123          | 66           | 37           | 20           | 223          | 121          | 102          | 68,70%       |
| Argentinos Juniors Argentina     | 1.ª                               | Torneo Metropolitano 1971         | 21           | 5            | 8            | 8            | 30           | 37           | -7           | 42,86%       |
| Rosario Central Argentina        | 1.ª                               | Torneo Metropolitano 1971         | 14           | 6            | 3            | 5            | 17           | 18           | -1           | 53,57%       |
| Rosario Central Argentina        | 1.ª                               | Torneo Nacional 1971              | 14           | 9            | 3            | 2            | 22           | 11           | 11           | 75%          |
| Rosario Central Argentina        | 1.ª                               | Copa Libertadores 1972            | 6            | 3            | 2            | 1            | 8            | 5            | 3            | 66,67%       |
| Rosario Central Argentina        | 1.ª                               | Torneo Metropolitano 1972         | 19           | 6            | 5            | 8            | 31           | 28           | 3            | 44,74%       |
| Rosario Central Argentina        | Total Rosario Central             | Total Rosario Central             | 53           | 24           | 13           | 16           | 78           | 62           | 16           | 57,55%       |
| Lanús Argentina                  | 1.ª                               | Torneo Metropolitano 1972         | 3            | 0            | 1            | 2            | 2            | 4            | -2           | 16,67%       |
| Excursionistas Argentina         | 2.ª                               | Primera B 1972                    | ?            | ?            | ?            | ?            | ?            | ?            | ?            | %?           |
| Chacarita Juniors Argentina      | 1.ª                               | Torneo Metropolitano 1973         | 15           | 4            | 7            | 4            | 18           | 21           | -3           | 50%          |
| Racing Club Argentina            | 1.ª                               | Torneo Metropolitano 1973         | 17           | 4            | 9            | 4            | 28           | 25           | 3            | 50%          |
| Racing Club Argentina            | 1.ª                               | Torneo Nacional 1973              | 15           | 5            | 3            | 7            | 27           | 30           | -3           | 43,33%       |
| Racing Club Argentina            | Total Racing Club                 | Total Racing Club                 | 32           | 9            | 12           | 11           | 55           | 55           | 0            | 46,88%       |
| Talleres Argentina               |                                   |                                   |              |              |              |              |              |              |              |              |
| Liga Cordobesa de Fútbol de 1974 | Liga Cordobesa de Fútbol de 1974  | ?                                 | ?            | ?            | ?            | ?            | ?            | ?            | %?           |              |
| 1.ª                              | Torneo Nacional 1974              | 25                                | 13           | 6            | 6            | 35           | 22           | 13           | 64%          |              |
| ≈ Total 1.ª etapa                | ≈ Total 1.ª etapa                 | 25                                | 13           | 6            | 6            | 35           | 22           | 13           | 64%          |              |
| River Plate Argentina            | 1.ª                               |                                   |              |              |              |              |              |              |              |              |
| River Plate Argentina            | 1.ª                               | Torneo Metropolitano 1975         | 37           | 22           | 9            | 6            | 71           | 38           | 33           | 71,62%       |
| River Plate Argentina            | 1.ª                               | Torneo Nacional 1975              | 23           | 17           | 3            | 3            | 54           | 25           | 29           | 80,43%       |
| River Plate Argentina            | 1.ª                               | Torneo Metropolitano 1976         | 32           | 15           | 10           | 7            | 54           | 34           | 20           | 62,5%        |
| River Plate Argentina            | 1.ª                               | Copa Libertadores 1976            | 14           | 9            | 1            | 4            | 20           | 12           | 8            | 67,86%       |
| River Plate Argentina            | 1.ª                               | Torneo Nacional 1976              | 20           | 13           | 4            | 3            | 38           | 17           | 21           | 75%          |
| River Plate Argentina            | 1.ª                               | Torneo Metropolitano 1977         | 44           | 25           | 13           | 6            | 83           | 46           | 37           | 71,60%       |
| River Plate Argentina            | 1.ª                               | Copa Libertadores 1977            | 6            | 1            | 4            | 1            | 5            | 5            | 0            | 50%          |
| River Plate Argentina            | 1.ª                               | Torneo Nacional 1977              | 14           | 7            | 1            | 6            | 32           | 15           | 17           | 53,57%       |
| River Plate Argentina            | 1.ª                               | Torneo Metropolitano 1978         | 32           | 15           | 9            | 8            | 54           | 40           | 14           | 60,94%       |
| River Plate Argentina            | 1.ª                               | Copa Libertadores 1978            | 11           | 4            | 5            | 2            | 12           | 5            | 7            | 59,10%       |
| River Plate Argentina            | 1.ª                               | Torneo Nacional 1978              | 20           | 12           | 5            | 3            | 40           | 18           | 22           | 72,5%        |
| River Plate Argentina            | 1.ª                               | Torneo Metropolitano 1979         | 22           | 13           | 6            | 3            | 41           | 24           | 17           | 72,73%       |
| River Plate Argentina            | 1.ª                               | Torneo Nacional 1979              | 20           | 10           | 6            | 4            | 35           | 17           | 18           | 65%          |
| River Plate Argentina            | 1.ª                               | Torneo Metropolitano 1980         | 36           | 20           | 11           | 5            | 64           | 33           | 31           | 70,83%       |
| River Plate Argentina            | 1.ª                               | Copa Libertadores 1980            | 7            | 4            | 3            | 0            | 11           | 4            | 7            | 78,57%       |
| River Plate Argentina            | 1.ª                               | Torneo Nacional 1980              | 16           | 9            | 1            | 6            | 35           | 24           | 11           | 59,38%       |
| River Plate Argentina            | 1.ª                               | Torneo Metropolitano 1981         | 34           | 14           | 11           | 9            | 62           | 50           | 12           | 57,35%       |
| River Plate Argentina            | 1.ª                               | Copa Libertadores 1981            | 6            | 3            | 1            | 2            | 9            | 6            | 3            | 58,33%       |
| River Plate Argentina            | Total 3.ª etapa                   | Total 3.ª etapa                   | 394          | 213          | 103          | 78           | 720          | 413          | 307          | 67,13%       |
| River Plate Argentina            | Total River Plate                 | Total River Plate                 | 517          | 279          | 140          | 98           | 943          | 534          | 409          | 67,50%       |
| Talleres Argentina               | 1.ª                               | Torneo Nacional 1981              | 14           | 2            | 6            | 6            | 9            | 16           | -7           | 35,71%       |
| Talleres Argentina               | 1.ª                               | Torneo Nacional 1982              | 20           | 9            | 8            | 3            | 44           | 32           | 12           | 65%          |
| Talleres Argentina               | 1.ª                               | Torneo Metropolitano 1982         | 35           | 12           | 9            | 14           | 55           | 57           | -2           | 47,14%       |
| Talleres Argentina               | Total 2.ª etapa                   | Total 2.ª etapa                   | 69           | 23           | 23           | 23           | 108          | 105          | 3            | 50%          |
| Talleres Argentina               | ≈ Total Talleres                  | ≈ Total Talleres                  | 94           | 36           | 29           | 29           | 143          | 127          | 16           | 53,72%       |
| Argentinos Juniors Argentina     | 1.ª                               |                                   |              |              |              |              |              |              |              |              |
| Argentinos Juniors Argentina     | 1.ª                               | Torneo Nacional 1983              | 18           | 8            | 8            | 2            | 29           | 18           | 11           | 66,67%       |
| Argentinos Juniors Argentina     | 1.ª                               | Torneo Metropolitano 1983         | 16           | 6            | 5            | 5            | 22           | 19           | 3            | 53,13%       |
| Argentinos Juniors Argentina     | Total 2.ª etapa                   | Total 2.ª etapa                   | 34           | 14           | 13           | 7            | 51           | 37           | 14           | 60,29%       |
| Argentinos Juniors Argentina     | Total Argentinos Juniors          | Total Argentinos Juniors          | 55           | 19           | 21           | 15           | 81           | 74           | 7            | 53,64%       |
| ≈ Total en su carrera            | ≈ Total en su carrera             | ≈ Total en su carrera             | 867          | 421          | 242          | 204          | 1487         | 1006         | 481          | 62,51%       |

### Partidos destacados
| 1  | 29 de marzo de 1942      | El Gasómetro             | River Plate - Nacional          |  | 6 - 1 | Copa Aldao 1941                    |
| 2  | 8 de agosto de 1943      | Monumental               | River Plate - Banfield          |  | 6 - 2 | Campeonato 1943                    |
| 3  | 31 de octubre de 1943    | Monumental               | River Plate - Racing Club       |  | 5 - 0 | Campeonato 1943                    |
| 4  | 23 de abril de 1944      | Monumental               | River Plate - Huracán           |  | 5 - 3 | Campeonato 1944                    |
| 5  | 4 de junio de 1944       | Monumental               | River Plate - Racing Club       |  | 5 - 1 | Campeonato 1944                    |
| 6  | 26 de noviembre de 1944  | Marcelo Bielsa           | Newell's Old Boys - River Plate |  | 3 - 5 | Campeonato 1944                    |
| 7  | 11 de diciembre de 1945  | El Gasómetro             | River Plate - Peñarol           |  | 3 - 2 | Copa Aldao 1945                    |
| 8  | 20 de junio de 1946      | Manuela Pedraza y Crámer | River Plate - Chacarita Juniors |  | 8 - 4 | Copa de Competencia Británica 1946 |
| 9  | 24 de noviembre de 1946  | Monumental               | River Plate - Atlanta           |  | 6 - 1 | Campeonato 1946                    |
| 10 | 28 de septiembre de 1947 | Florencio Sola           | Banfield - River Plate          |  | 2 - 6 | Campeonato 1947                    |
| 11 | 19 de noviembre de 1947  | Centenario               | Nacional - River Plate          |  | 3 - 4 | Copa Aldao 1947                    |
| 12 | 8 de mayo de 1949        | Monumental               | River Plate - Atlanta           |  | 7 - 0 | Campeonato 1949                    |
| 13 | 4 de junio de 1950       | Gigante de Arroyito      | Rosario Central - River Plate   |  | 2 - 3 | Campeonato 1950                    |
| 14 | 26 de noviembre de 1950  | Monumental               | River Plate - Platense          |  | 4 - 1 | Campeonato 1950                    |
| 15 | 27 de marzo de 1955      | Nacional de Santiago     | Uruguay - Argentina             |  | 1 - 6 | Campeonato Sudamericano 1955       |
| 16 | 14 de septiembre de 1958 | Monumental               | River Plate - Estudiantes (LP)  |  | 5 - 2 | Campeonato 1958                    |
| 17 | 12 de noviembre de 1958  | Monumental               | River Plate - Rosario Central   |  | 5 - 1 | Campeonato 1958                    |

## Palmarés y distinciones individuales

### Como jugador

#### Campeonatos nacionales
| Título           | Equipo      | País      | Año  |
| ---------------- | ----------- | --------- | ---- |
| Primera División | River Plate | Argentina | 1941 |
| Primera División | River Plate | Argentina | 1942 |
| Primera División | River Plate | Argentina | 1945 |
| Primera División | River Plate | Argentina | 1947 |
| Primera División | River Plate | Argentina | 1952 |
| Primera División | River Plate | Argentina | 1953 |
| Primera División | River Plate | Argentina | 1955 |
| Primera División | River Plate | Argentina | 1956 |
| Primera División | River Plate | Argentina | 1957 |

#### Copas nacionales
| Título         | Equipo      | País      | Año  |
| -------------- | ----------- | --------- | ---- |
| Copa Escobar   | River Plate | Argentina | 1941 |
| Copa Ibarguren | River Plate | Argentina | 1941 |
| Copa Ibarguren | River Plate | Argentina | 1942 |
| Copa Ibarguren | River Plate | Argentina | 1952 |

#### Copas internacionales
| Título                  | Equipo              | Sede            | Año  |
| ----------------------- | ------------------- | --------------- | ---- |
| Copa Aldao              | River Plate         | América del Sur | 1941 |
| Copa Aldao              | River Plate         | América del Sur | 1945 |
| Campeonato Sudamericano | Selección argentina | Buenos Aires    | 1946 |
| Copa Aldao              | River Plate         | América del Sur | 1947 |
| Campeonato Sudamericano | Selección argentina | Santiago        | 1955 |

### Como director técnico

#### Campeonatos regionales
| Título         | Equipo   | Provincia | Año  |
| -------------- | -------- | --------- | ---- |
| Liga Cordobesa | Talleres | Córdoba   | 1974 |

#### Campeonatos nacionales
| Título           | Equipo                 | País      | Año    |
| ---------------- | ---------------------- | --------- | ------ |
| Segunda División | Defensores de Belgrano | Argentina | 1967   |
| Primera División | Rosario Central        | Argentina | N-1971 |
| Primera División | River Plate            | Argentina | M-1975 |
| Primera División | River Plate            | Argentina | N-1975 |
| Primera División | River Plate            | Argentina | M-1977 |
| Primera División | River Plate            | Argentina | M-1979 |
| Primera División | River Plate            | Argentina | N-1979 |
| Primera División | River Plate            | Argentina | M-1980 |

### Distinciones individuales
| Distinción                                                      | Año  |
| --------------------------------------------------------------- | ---- |
| Máximo goleador de la Copa Adrián C. Escobar                    | 1941 |
| Máximo goleador de la Copa Aldao                                | 1941 |
| Máximo goleador del Campeonato de Primera División de Argentina | 1943 |
| Máximo goleador del Campeonato de Primera División de Argentina | 1945 |
| Máximo goleador de la Copa Aldao                                | 1945 |
| Máximo goleador de la Copa Aldao                                | 1947 |
| Máximo goleador histórico de la Copa Aldao (12 goles)           | 1959 |
| 26.º mejor jugador sudamericano del siglo XX                    | 2006 |
| 7.º mejor jugador argentino del siglo XX                        | 2006 |

## Filmografía
Labruna actuó en el filme Cinco grandes y una chica, dirigido en 1950 por Augusto César Vatteone.